# Moderní dějiny

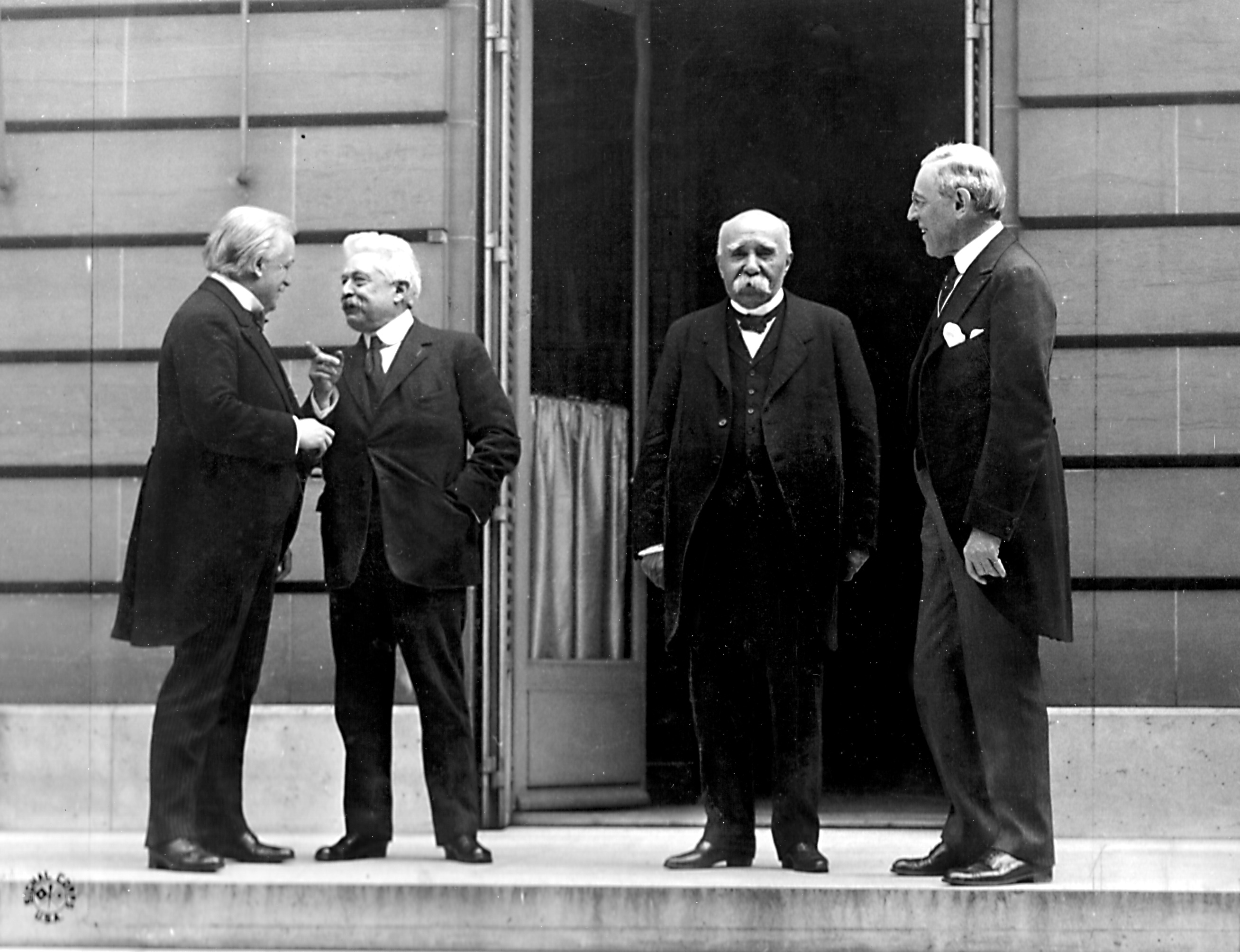
George, Orlando, Clemencau a Wilson, tvůrci evropského meziválečného systému

Moderní dějiny jsou časové období za jehož počátek se udává rok 1789, vypuknutí Velké francouzské revoluce. Ve Francii se nedlouho po revoluci ustanovil republikánský režim, který svou zahraniční i vnitřní politikou (svržení a poprava francouzského krále) rozpoutal několik konfliktů známých jako Francouzské revoluční a napoleonské války. Díky úspěšnému vedení těchto válek dosáhl francouzský stát silné mezinárodní pozice, přičemž získal pod svou kontrolu nebo si zavázal značnou část tehdejší Evropy. Tento stav trval až do roku 1814, kdy byl francouzský císař Napoleon Bonaparte donucen abdikovat, když byl o půl roku předtím poražen v bitvě národů u Lipska a po návratu k moci opětovně zhruba o rok později u Waterloo. Na Vídeňském kongresu se poté sešly vítězné státy a restaurovaly v zemích dříve pod kontrolou francouzské republiky, respektive císařství, původní šlechtické rody. Na udržení tohoto pořádku měl dohlížet spolek Pruska, Rakouska a Ruska známý jako Svatá aliance. Stávající způsob povětšinou absolutistického režimu byl ale v mnoha evropských zemích negován revolucemi v letech 1830 a 1848 a následným vnitropolitickým vývojem až do začátku 20. století, během něhož došlo u mnoha státu k vytvoření konstitučního státního zřízení. Došlo i ke sjednocení dvou velkých národních států, Itálie (1861) a Německa (1871). Silný nacionalismus a zápolení mezi velmocemi o získání co největšího množství kolonií a vlivu na světový vývoj vedl k vypuknutí první světové války, následné vítězství Velké Británie, Francie, Itálie a USA vedl k ustanovení nového evropského mezinárodního uspořádání zvaného Versailleský mírový systém. Období mezi první a druhou světovou válkou se pak někdy označuje jako meziválečné. V první polovině 20. století zažívala západní civilizace značný rozkvět a ekonomickou prosperitu, avšak tento slibný vývoj vzal za své krachem na newyorské burze a vypuknutím hluboké ekonomické krize, která se projevila na přelomu dvacátých a třicátých let, přičemž v některých státech ještě na počátku druhé světové války nebyla ekonomika zcela zotavena[zdroj?]. Právě špatná hospodářská situace umožnila v Evropě vzestup nedemokratických režimů, mezi nimiž byl nejvýznamnější režim nacistů v tehdejším Německu. Expanzionistická politika Německa vedla na konci třicátých let k vypuknutí druhé světové války, během které došlo k velkým lidským i materiálním ztrátám. Přestože v prvních letech konfliktu Německo ovládlo podstatnou část Evropy, bylo spolu se svými spojenci Itálií a Japonskem nakonec poraženo armádami Spojených států amerických, Sovětského svazu, Velké Británie a Francie, které si Německo rozdělily na okupační zóny. Vzhledem k válečnému vývoji se Sovětský svaz, další země s autoritářským režimem, zmocnil východní, jihovýchodní a také částečně střední Evropy, kde se v původně nezávislých státech utvořily do počátku padesátých let loutkové vlády a z těchto zemí se staly sovětské satelity. S postupující dekolonizací a rozpadem starších koloniálních impérií Velké Británie a Francie získával Sovětský svaz vliv i v některých nově vytvořených státech. Již od konce druhé světové války však měl razantního odpůrce a později nepřítele ve Spojených státech amerických, které se systémem aliancí (například NATO v oblasti Evropy a Severní Ameriky), hospodářskou pomocí a vojenskými zásahy pustili se Sovětským svazem do mocenského soupeření, který je znám jako Studená válka. Ta nakonec skončila kolapsem Sovětského svazu a obnovením demokracie ve střední, jihovýchodní a východní Evropě. Přestože Spojené státy ve Studené válce zvítězily a získaly pozici jediné světové supervelmoci, nově se vzmáhající státy jako Čína či Rusko posilují svoji pozici právě na úkor Spojených států[zdroj?].

## Velká francouzská revoluce a napoleonské války

### Vypuknutí revoluce

Dobytí Bastily 14. července 1789

Koncem 18. století se Francouzské království za vlády Ludvíka XVI. ocitlo ve finanční krizi. Války vedené Ludvíkovým otcem Ludvíkem XV. spolu s pozdější Ludvíkovou podporou amerických osad v boji za nezávislost značně vyčerpaly francouzský rozpočet. Dále rostla nespokojenost populace zejména vinou hladomorů, které proběhly ve Francii v osmdesátých letech 18. století. Král se rozhodl řešit špatnou finanční bilanci a vnitropolitickou situaci svoláním generálních stavů. Celkem existovaly tři stavy – duchovenstvo, šlechta a poddaní, tedy rolníci a měšťané, přičemž poslední stav zastupoval zhruba 96 % populace. Zde se měly prodiskutovat případná finanční opatření na ozdravění státních financí či alespoň získání nutných finančních zdrojů (zejména vybráním nových daní[zdroj?]).
Delegáti každého stavu dorazili roku 1789 do Versailles, ale již od počátku mezi jednotlivými stavy vznikaly ostré debaty ohledně hlasování.[zdroj?] Více než polovina zástupců prvního (duchovenstvo)[zdroj?] i druhého stavu (aristokracie) se stavila za hlasování podle tradičních principů, tedy podle stavů a ne podle počtu poslanců, jak žádali zástupci třetího stavu.[zdroj?] Situace se nakonec vyhrotila natolik, že zástupci třetího stavu opustili zasedání a v míčovně se prohlásili za Národní shromáždění. Král posléze propustil ministra financí Neckera, zároveň se k Paříži začala stahovat vojska, což 14. července 1789 vyprovokovalo útok Pařížanů na Bastilu.[zdroj?]
Záhy se revoluční nadšení začalo šířit do ostatních krajů. Státní správa se na mnoha místech zhroutila,[zdroj?] vojsko bylo rozpuštěno a namísto něj hrdina z americké války za nezávislost markýz de La Fayette založil Národní gardu. Po vzoru Paříže se na mnoha místech organizovaly samosprávné obce neboli komuny.[zdroj?] Absolutistický systém vlády francouzských panovníků se rozpadl.[zdroj?]

### Pokus o konstituční monarchii a nastolení republiky

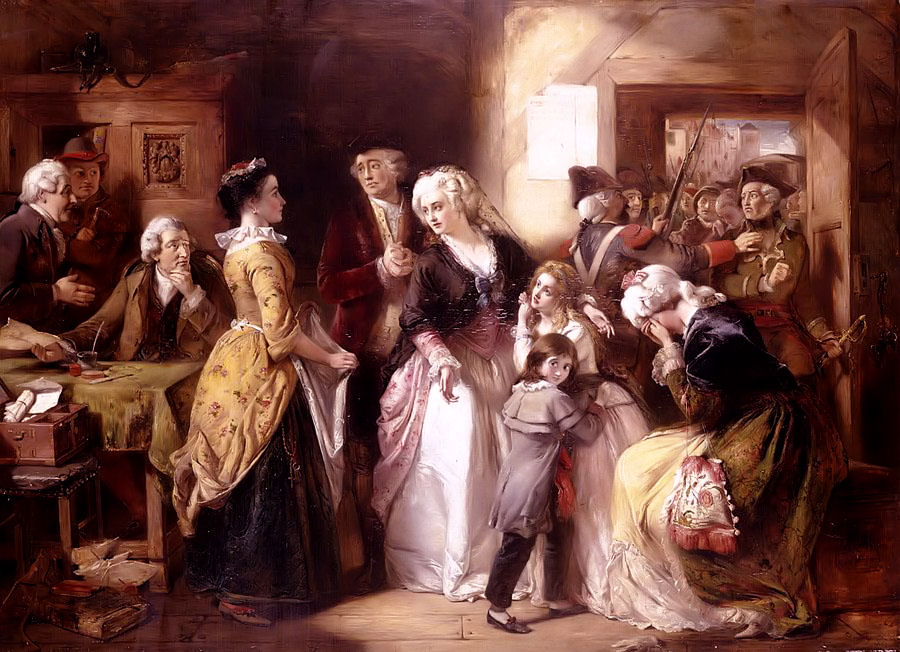
Ludvík XVI. zadržen při pokusu o útěk z Francie

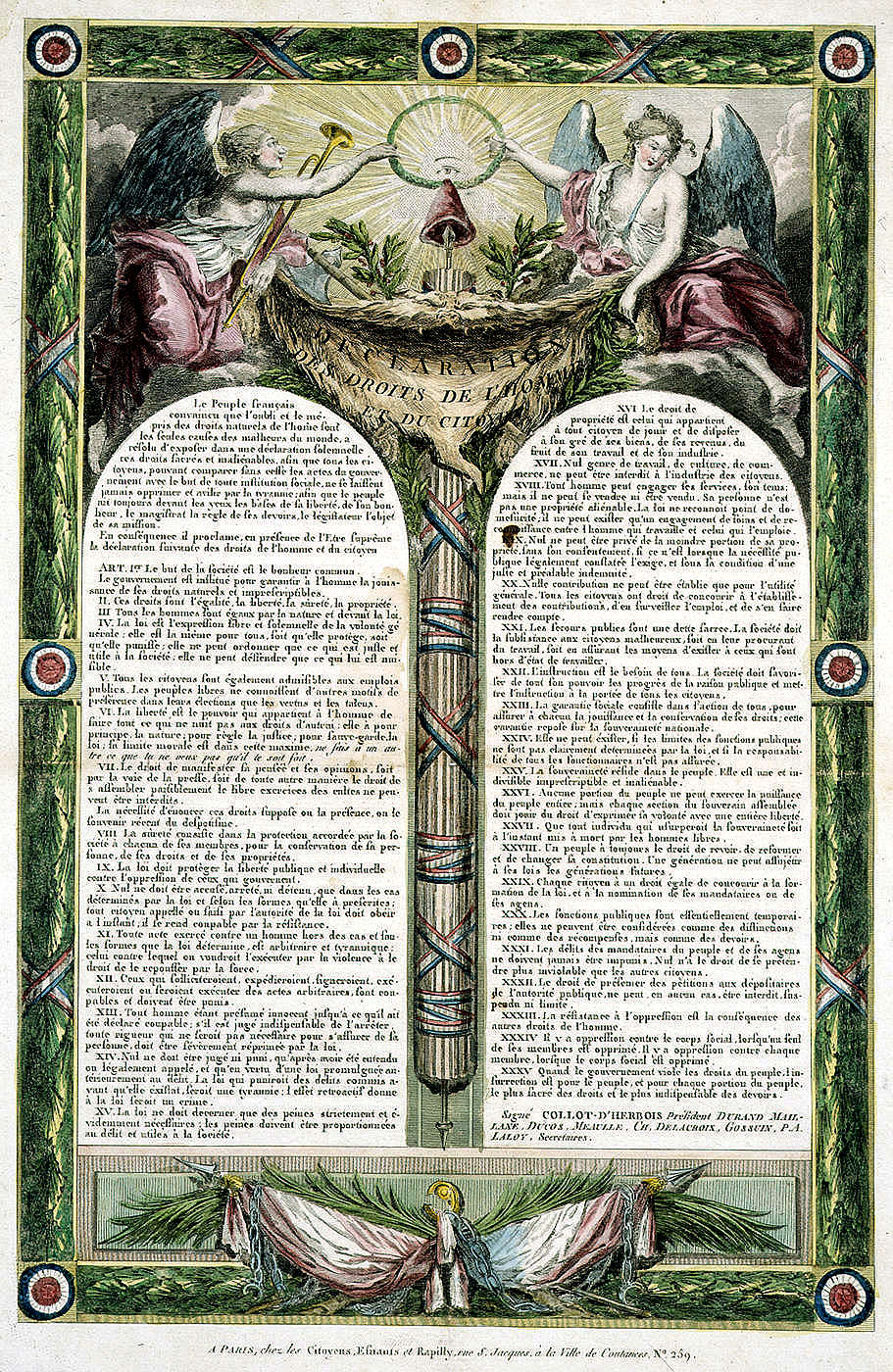
Deklarace práv člověka a občana v uměleckém zpracování z roku 1793.

V srpnu 1789 se Národní shromáždění nazvalo Ústavodárným shromážděním a vypracovalo Deklaraci práv člověka a občana, zaručující obyvatelům Francie mimo jiné osobní svobodu, nedotknutelnost majetku a rovnost před soudem.[zdroj?] Od roku 1790 se začalo pracovat na nové ústavě. Podle ní měla být Francie konstituční monarchií s oddělenou výkonnou, soudní i zákonodárnou mocí.[zdroj?] Na významné posty v zastupitelstvech krajů a obcí nebyli nyní úředníci dosazováni, ale voleni.[zdroj?] Záhy po úspěchu revoluce došlo k rozdělení politických sil na radikálnější (sedící na zasedání vlevo) a umírněnější skupiny (sedající vpravo)[zdroj?] a také k zakládání politických klubů.[zdroj?] Velkého významu dosáhl zejména klub jakobínů, ve kterém postupem času docházelo k pozvolné radikalizaci.[zdroj?] Mluvčím radikálů se stal advokát Maxmilián Robespierre.
V těžké finanční situaci, ve které se království po rozpadu starého systému daní ocitlo, se poslanci uchýlili k vyvlastnění církve[zdroj?] a k změně postavení kněží.[zdroj?] Ti od nynějška měli dostávat státní plat, být voleni a zavazovali se též složit státu slib věrnosti.[zdroj?] To vyvolalo nejen konflikt s papežem, ale i emigraci několika tisíců duchovních a šlechticů ze země.[zdroj?] Ekonomická situace se také dále vyhrocovala zavedením principů liberálního obchodního zákonodárství, kdy domácí výrobky nebyly chráněny státem ani cechy.[zdroj?] Do země se tak dostávaly levné výrobky z Anglie, na čemž sice profitovali obchodníci a tehdejší podnikatelé, ale což zároveň způsobovalo velký úbytek zisku drobným řemeslníkům.[zdroj?] Tato opatření spolu s nárůstem cen vyvolaly sociální napětí a četné stávky.
Vnitropolitická krize se dále vyhrotila neúspěšným útěkem krále do zahraničí. Ten byl po dopadení sice ponechán na trůně, ale nadále nesměl opustit Paříž.[zdroj?] Další rozkol v politice nastal v souvislosti s masakrem na Martově poli[zdroj?] v červenci 1791, kde příslušníci národní gardy vystřelili do demonstrujícího davu dožadujícího se větších politických práv pro nižší vrstvy. Tyto události spolu s narůstajícím ohrožením ze strany Habsburské monarchie a dalších německých států, které se dohodly na společném postupu proti Francii, vedly k další radikalizaci francouzské společnosti. Na novém shromáždění začaly sílit hlasy po zrušení monarchie a zavedení republiky.[zdroj?]
V dubnu 1792 vypukla válka mezi Francií a německými státy, ve které zpočátku francouzská vojska utrpěla několik porážek. To opět zhoršilo postavení Ludvíka XVI., podezíraného ze zrady.[zdroj?] V srpnu 1792 přívrženci republiky svrhli pařížskou správu a krále zajali. Byly vypsány nové volby na základě všeobecného hlasovacího práva. Nové shromáždění zvané Národní konvent zrušilo monarchii a nastolilo republiku. Nové rozložení sil ve sněmovně a úspěchy revoluční armády v bojích proti vojskům německých států umožnilo radikálním politikům nadobro se krále zbavit.[zdroj?] Ludvík XVI. byl obviněn z velezrady a v lednu 1793 popraven, jeho manželku Marii Antoinettu stihl stejný osud o necelý rok později. Následník trůnu Ludvík XVII. byl předán chudé pařížské rodině, aby byl převychován, ale v roce 1795 za podivných okolností zemřel.[zdroj?] Poprava krále způsobila prudkou reakci v zahraničí i ve Francii. K protifrancouzské koalici se přidaly další státy (například Velká Británie či Španělsko) a proti republikánskému režimu vypuklo ve státě několik povstání. Situaci dále zhoršovaly i spory mezi jakobíny a jejich protivníky, girondisty.[zdroj?] Jakobíni krize využili,[zdroj?] zatkli nejvýznamnější girondistické poslance a popravili je. Spolu s tím se zavedl ve Francii systém vlády jedné strany zvaný jakobínská diktatura.

### Vláda teroru a Direktorium

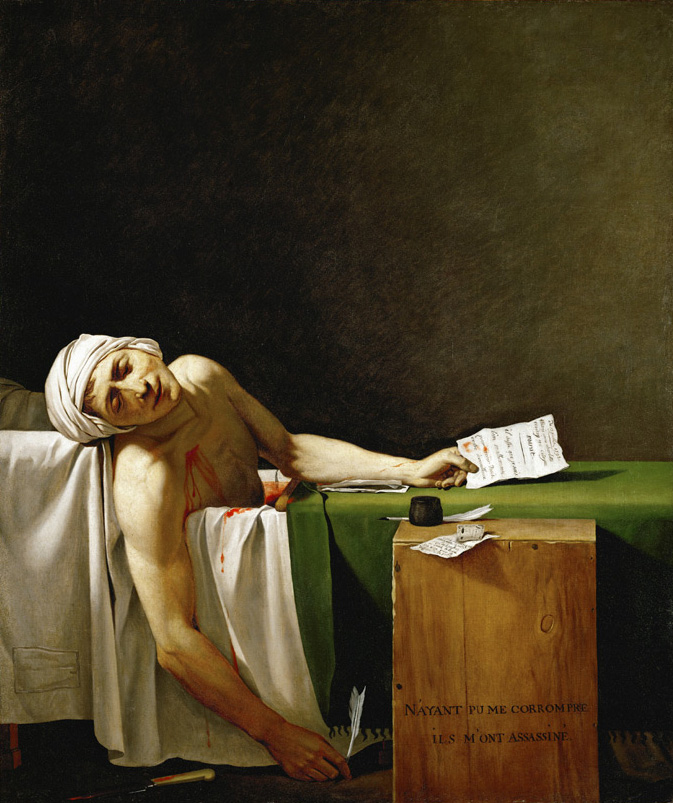
Smrt Jeana Marata

Po popravení významných girondistů v zemi vládl Výbor veřejného blaha (v čele s Maxmiliánem Robespierrem), který nastolil po vraždě významného politika Jeana Paula Marata v září 1793 nekompromisní teror zaměřený na likvidaci skutečných i domnělých odpůrců republiky. Proti režimu ale vypuklo množství vzpour, způsobené popravou girondinů. Vláda zareagovala vytvářením tisíců bezpečnostních výborů po celé zemi, jež postupně odsoudily k smrti tisíce lidí. Popravám se nevyhnuli ani přívrženci Výboru veřejného blaha – roku 1794 skončili na popravišti vůdci cordelierů Georges Danton a Camille Desmoulins. Nová opatření byla učiněna i v armádě a hospodářství. V ekonomice hrály nejdůležitější roli armádní zakázky, které měly přednost před ostatními odvětvími. Zavedl se pevný kurs bankovek a na důležité výrobky systém přídělů, zkonfiskoval se majetek emigrantů. V armádě byla zavedena všeobecná branná povinnost, armády vedené revolučními generály se vrhaly do bitev bez ohledu na jakékoliv ztráty.[zdroj?] Nasazením velkého množství nových vojáků se tak podařilo zajistit si výhodnější situaci v celé válce.
Neustálý teror si však získával stále více nepřátel. Když Robespierre začal uvažovat o další etapě zatýkání a poprav, byl v červenci 1794 svržen, popraven a nahrazen následujícího roku takzvaným direktoriem, na nějž měly vliv zejména majetné podnikatelské vrstvy.[zdroj?] Direktorium se skládalo z pěti členů a bylo jmenováno Radou starších. Dalším orgánem státní správy byla Rada pěti set, která měla nad direktoriem dohled. Postavení direktoria i situace v hospodářství byly nicméně po značnou část existence režimu nestabilní, proto se direktoři snažili odvést pozornost veřejnosti zahraničními úspěchy. Spolu s tím rostl vliv a popularita Napoleona Bonaparta, předního francouzského generála. Zatímco Napoleon vedl tažení do Egypta, čekala na francouzskou armádu v Evropě řada porážek. V nastávající špatném vývoji ve válce nařídila vláda brannou povinnost. Vzrůstající nespokojenosti využil Napoleon, který se vrátil z Egypta a roku 1799 provedl státní převrat.

### Konzulát a císařství

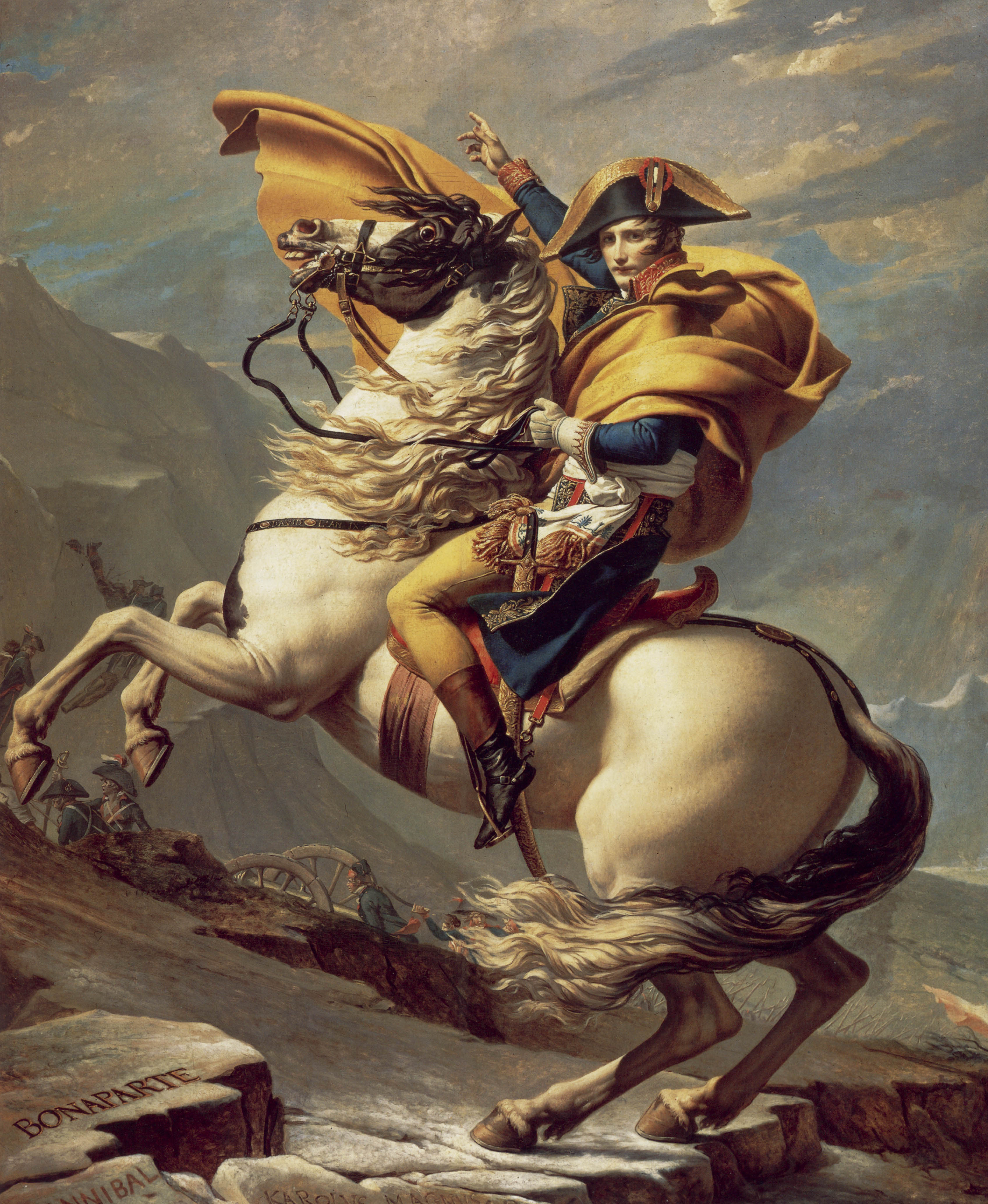
Obraz Napoleon překračuje Alpy od Davida

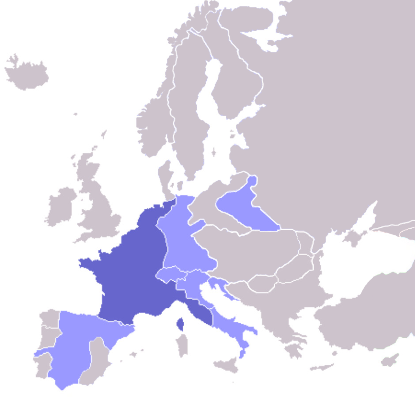
Francouzské císařství a jeho satelitní státy roku 1811

Po převratu ustanovil Bonaparte tříčlenný konzulát, do jehož čela se postavil. Jeho moc dále posilovaly vítězné války v Evropě, což mu umožnilo nejdříve získat doživotní hodnost konzula a poté roku 1804 císaře Francouzů. Napoleon postupně získával země v Evropě, kde zakládal republiky a později monarchie, jež se staly satelitními státy Francie nebo byly k Francii přímo přivtěleny. Do státní správy byl znovu zaveden pořádek a základní práva občanů byla kodifikována v takzvaném občanském zákoníku (code civil) z roku 1804. Přesto začal mít Napoleonův režim rysy diktatury.[zdroj?] Svoboda občanů byla totiž limitována dohledem státní policie.
Napoleon dále posiloval svůj vliv v zahraničí. Značného úspěchu dosáhl v bitvě u Slavkova, ve které zvítězil proti rakouským vojskům římského císaře Františka II. a ruským armádám cara Alexandra. Již předtím však jeho loďstvo připravené na invazi do Anglie utrpělo porážku v bitvě u Trafalgaru. Vítězství nad rakouskými vojsky využil Napoleon ke zrušení Svaté říše římské a její nahrazení Rýnským spolkem. Poslední římský císař poté přijal titul rakouského císaře jako František I. Proti Napoleonovi stála z mocností již pouze Velká Británie a Španělsko, kde proti Francouzům vzplála guerillová válka. Proti Británii se Napoleon pokusil použít systém takzvané kontinentální blokády, na základě něhož všechny evropské země připojené k blokádě bojkotovaly anglické zboží. To vyvolalo rozsáhlou hospodářskou krizi. Citelně jimi byla spolu s četnými odvody do vojska postihnuta i Francie.
Roku 1810 ruský car, dosud se také podílející na blokádě, otevřel ruské přístavy britským obchodním lodím. Napoleon se rozhodl na Ruskou říši zaútočit, ale během tažení do Ruska utrpěla jeho armáda vinou tuhých mrazů a neustávajících nájezdů ruských kozáků značné ztráty a francouzský císař byl donucen se otočit zpět do Francie. Na zpáteční cestě ale roku 1813 utrpěl velkou porážku v bitvě u Lipska. Následujícího roku obsadila vojska protifrancouzské koalice, jejímiž členy byly Rusko, Rakousko, Prusko a Velká Británie, Paříž a dosadili zde na trůn Ludvíka XVIII. z rodu Bourbonů. Napoleon byl dopraven na ostrov Elbu, kde měl žít ve vyhnanství. Poté se ovšem do Francie vrátil a na sto dní obnovil císařství. Další porážka u Waterloo roku 1815 ale znamenala konec císařského režimu. Napoleon poté zemřel ve vyhnanství pod dohledem Britů na ostrově Svatá Helena v jižním Atlantiku roku 1821. Na francouzský trůn se definitivně vrátila dynastie Bourbonů.

## Období restaurace

### Snaha o udržení stávajících pořádků

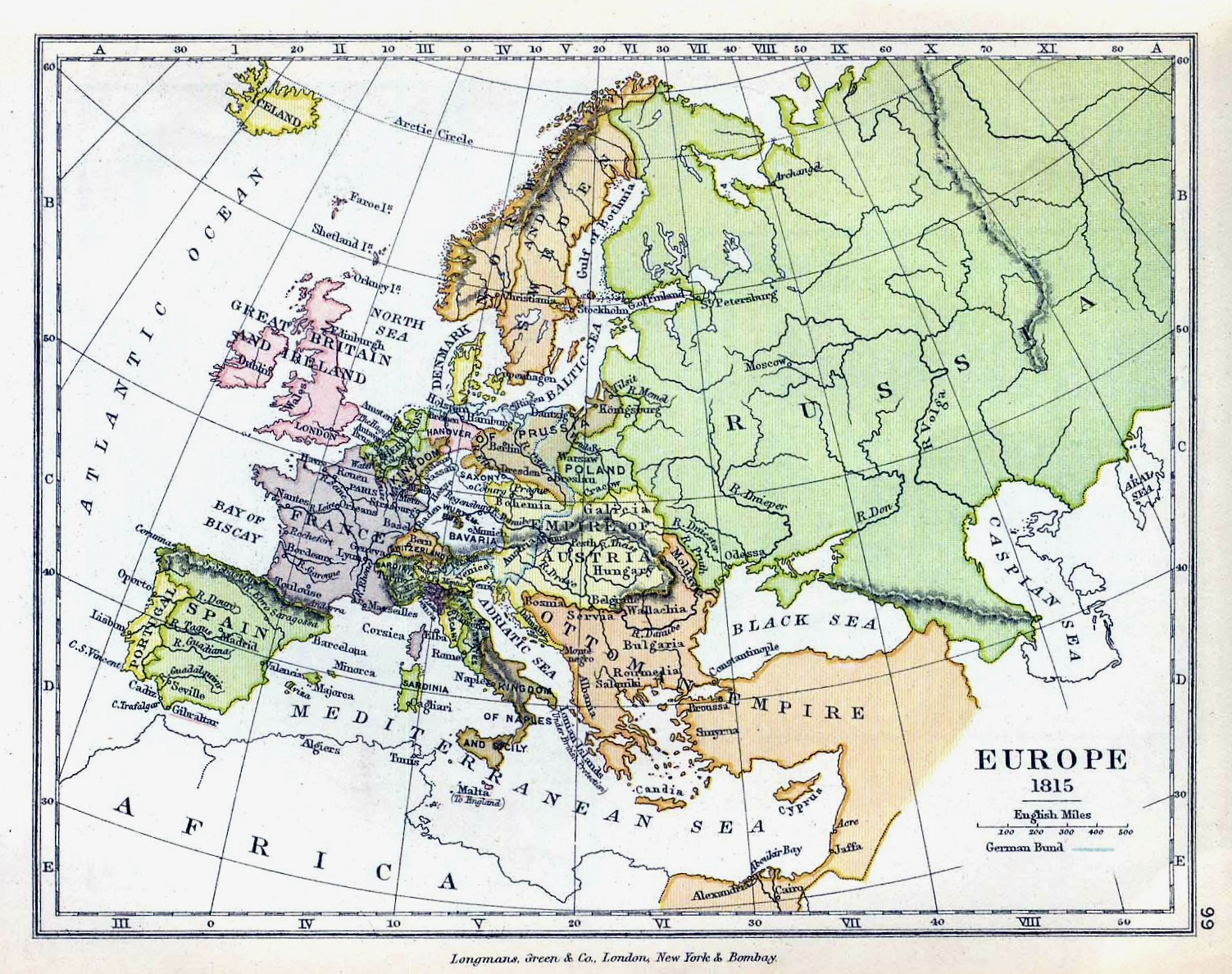
Mapa Evropy kolem roku 1815.

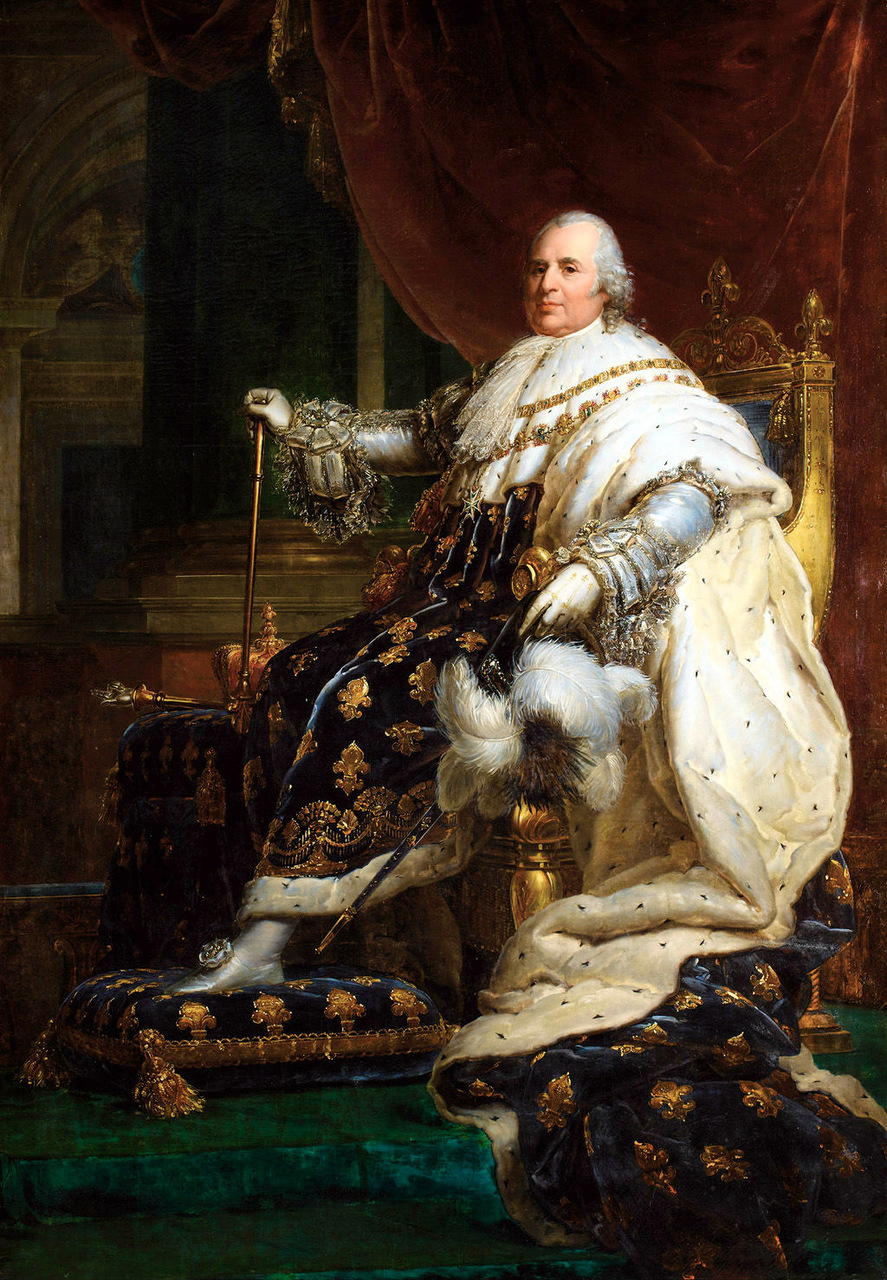
Ludvík XVIII., král Francie v letech 1814 až 1824 s krátkou přestávkou v roce 1815, jež byla způsobena opětovným Napoleonovým uchopením moci a následným stodenním císařstvím.

Po definitivní porážce Napoleona roku 1815 se vedoucí představitelé evropských mocností zasedajících na Vídeňském kongresu dohodli na restauraci starých panovnických rodů v Evropě. Ve Francii, Španělsku a Království obojí Sicílie byli opět nastoleni Bourboni, německých státech se vlády chopily původní dynastie. Namísto Svaté říše římské vznikl na území Německa Německý spolek organizující německé státy do obranné aliance proti případnému agresorovi. Velká Británie získala postavení přední námořní velmoci, svůj vliv prosazovalo v Evropě také Rusko, zatímco Rakousko se soustředilo zejména na dominanci ve střední Evropě, kterou získalo díky jemu přidělenému předsednictví v Německém spolku. Aby byl stávající pořádek zachován, vytvořili panovníci Ruska, Rakouska a Pruska takzvanou Svatou alianci mající za úkol udržet mír a stávající pořádky v Evropě. Přes všechno úsilí panovníků však udržení takového stavu nebylo již úplně možné. Mnohé části evropské populace se během napoleonských válek seznámili s idejemi rovnosti a demokracie. To se projevilo zejména ve Francii po nastolení Bourbonů na francouzský trůn. Stárnoucí a nemocný Ludvík XVIII., bratr popraveného Ludvíka XVI., se přes své proklamace o ideji národního smíření nedokázal vymanit z vlivu ultraroajalistů, kteří opakovaně pomocí k tomu upravených zákonů a nátlaku na veřejnost získávali drtivou většinu v parlamentu. Roku 1824 Ludvík XVIII. zemřel a místo něj nastoupil na trůn zapřisáhlý nepřítel bonapartistů a republikánů Karel X.

### Revoluce roku 1830 a následující období

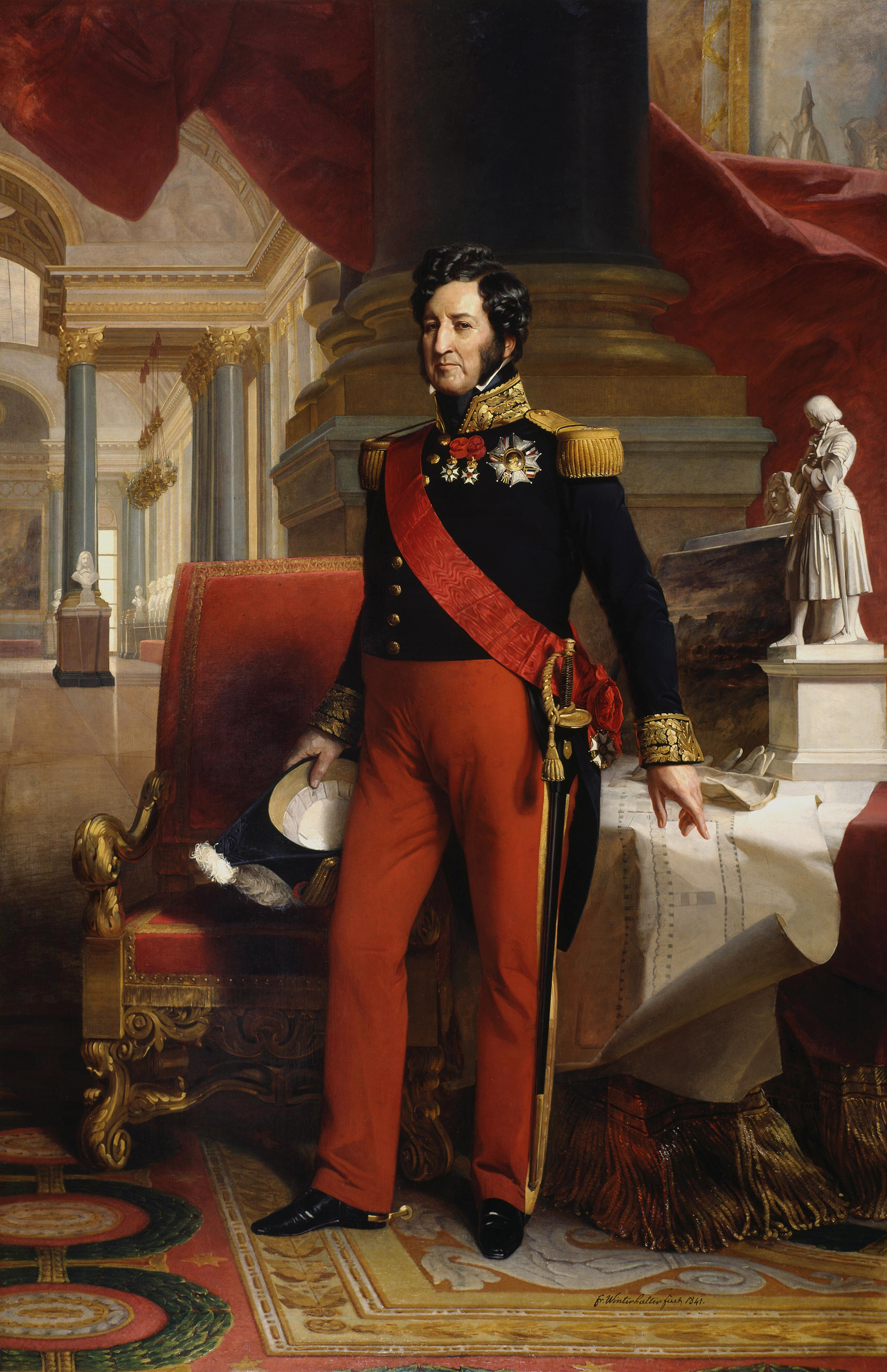
Ludvík Filip, dosazený na trůn roku 1830 za Červencové revoluce.

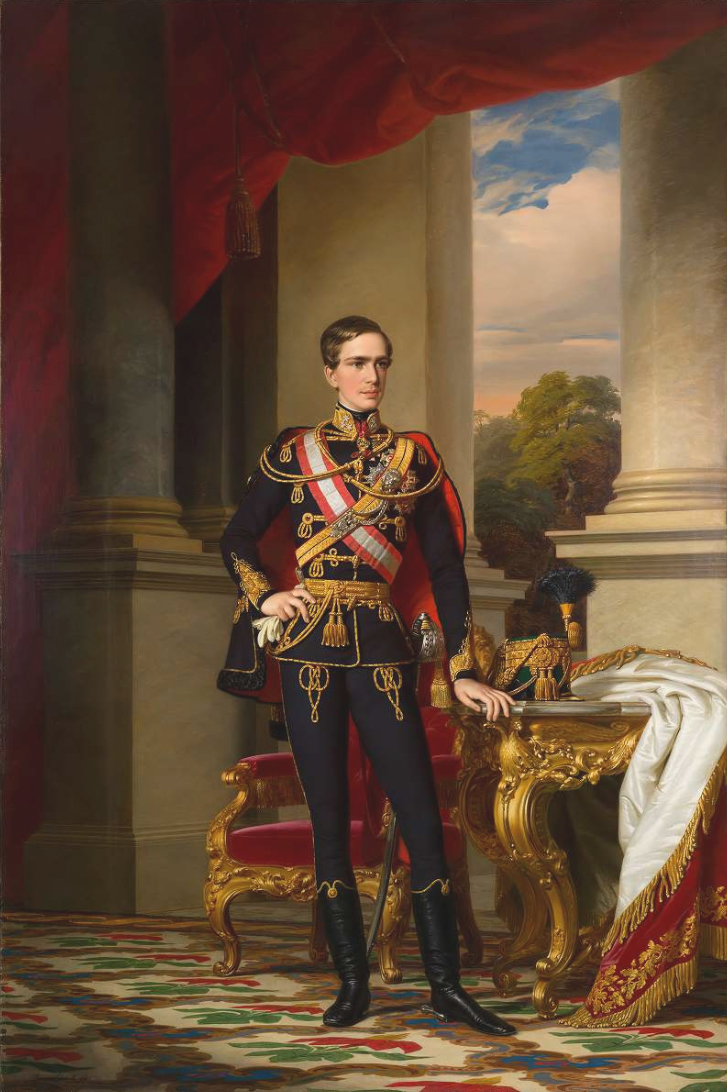
Rakouský císař František Josef I. roku 1853.

Karlův tvrdý a neúprosný režim nakonec vyvolal spolu s neúrodou v letech 1826–1829 Červencovou revoluci, při níž byl Karel X. sesazen a místo něj dosazen jeho liberálněji smýšlející příbuzný Ludvík Filip, člen vedlejší větve dynastie Bourbonů. To napomohlo vyvolat povstání také v Belgii proti nizozemské nadvládě a v Polsku nacházejícím se tehdy převážně v moci Ruského impéria. Zatímco francouzská i belgická revoluce dosáhly kýženého úspěchu (Belgie dosáhla nezávislosti), polské povstání bylo brutálně potlačeno. Původní systém kongresového Polska (dohodnutého na Vídeňském kongresu) byl zrušen a Polsko se stalo jednou z provincií Ruské říše. Od roku 1830 tedy existovaly v Evropě dvě velmoci liberálního charakteru (Francie, Velká Británie) a tradiční monarchie opírající se o centralizovanou absolutistickou vládu (Rakousko, Prusko, Rusko). Zejména Velkou Británii téměř revoluce díky jejímu liberálnímu zřízení nikdy významněji neohrozily. Naproti tomu v carském Rusku často vypukávaly vzpoury, zejména rolnická povstání v obdobích hladomoru, jež byly v Rusku 19. století častým jevem. V tomto období také začíná docházet k častějšímu prosazování vlivu evropských států v okolním světě. Francie od roku 1830 začala dobývat a kolonizovat Alžírsko, britská Východoindická společnost do poloviny století ovládla většinu indického subkontinentu. V následujících letech si evropské státy podrobí značnou část tehdejšího světa s výjimkou jižní a střední Ameriky, jejíž státy na přelomu dvacátých a třicátých let úspěšně dovršily svůj boj proti španělské, respektive portugalské nadvládě.

### Revoluční rok 1848

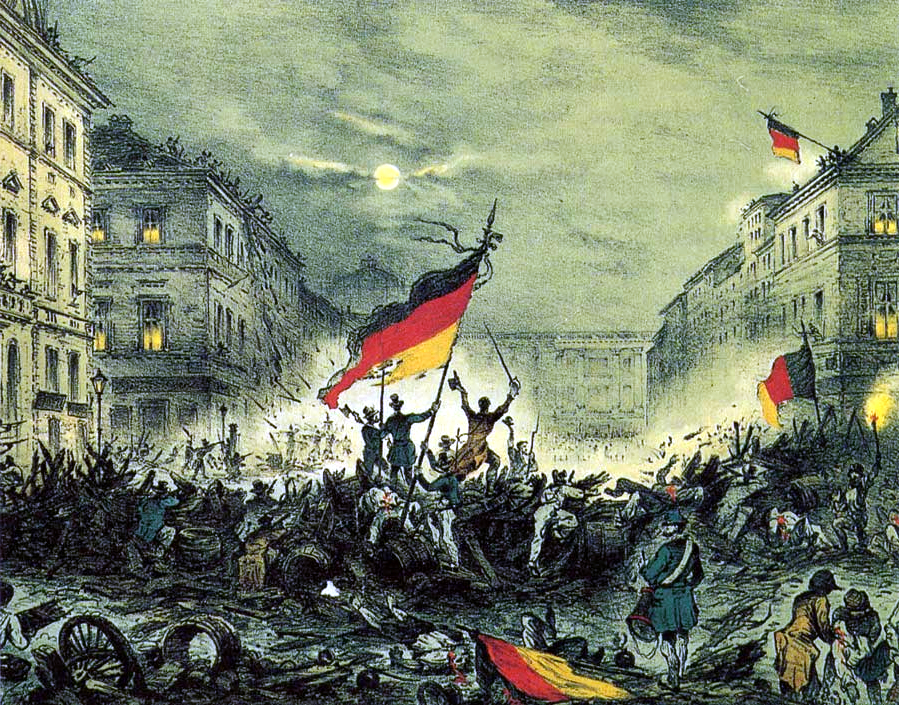
Barikády v Berlíně, březen 1848

Politika Ludvíka Filipa neslavila ve Francii valné úspěchy. Značná část moci se po červencové revoluci přesunula od staré aristokracie do rukou zámožných podnikatelských vrstev, což vyvolalo u velkého množství lidí pocit deziluze a „ukradené revoluce“. K tomu se dále přidala hospodářská recese z let 1846 až 1848 a špatná sociální situace dělníků. V noci z 22. na 23. února vypukla revoluce, která se během několika měsíců rozšířila do mnoha koutů Evropy. V Rakouském císařství bylo ustaveno shromáždění mající za cíl projednat novou ústavu, ale bylo po několika měsících rozpuštěno nově ustanoveným císařem Františkem Josefem I. Mezitím se ale vzbouřily české a zejména uherské země, které však dokázala habsburská vojska postupem času dostat pod kontrolu a s pomocí ruských vojsk zničit do roku 1849 zbylé povstalecké armády. V Německu a Itálii propukly revoluce, jejichž cílem bylo sjednotit příslušníky svého národa v jeden stát. V Německu však nabízenou korunu nepřijal ani rakouský císař, ani pruský král a celoněmecký sněm ve Frankfurtu byl za pomoci vojska rozehnán. Stejně tak v Itálii, kde si stále značné množství vlivu drželo Rakousko ovládající italské kraje Lombardii a Benátsko nehodlalo přistoupit na vytvoření sjednoceného italského státu. Italským jednotkám pod praporem Sardinského království uštědřili Rakušané několik porážek (například u Custozzy v červenci 1848 a Novary v březnu 1849). Rakouské panství se tedy spolu s menšími italskými státy nadále udrželo. Revoluce nakonec zvítězila jenom ve Francii, kde byla zrušena monarchie a nastolena republika. Ta ale již zase měla brzy zaniknout za následného převratu Napoleona III., synovce Napoleon Bonaparta, který vyhrál již předtím prezidentské volby a nyní se prohlásil císařem. Nejvíce paradoxně získalo Rusko, které si svojí pozici úspěšnými vojenskými zásahy ruských armád ve střední a severní Evropě nesmírně posílilo. Z velmocí tak revolucí zůstala ušetřena pouze Velká Británie, kterou její pružnější a liberální politický systém dokázal ochránit od množství násilných vzpour, které v roce 1848 otřásly Evropou.

## Vznik národních států a období kolonizace

### Krymská válka

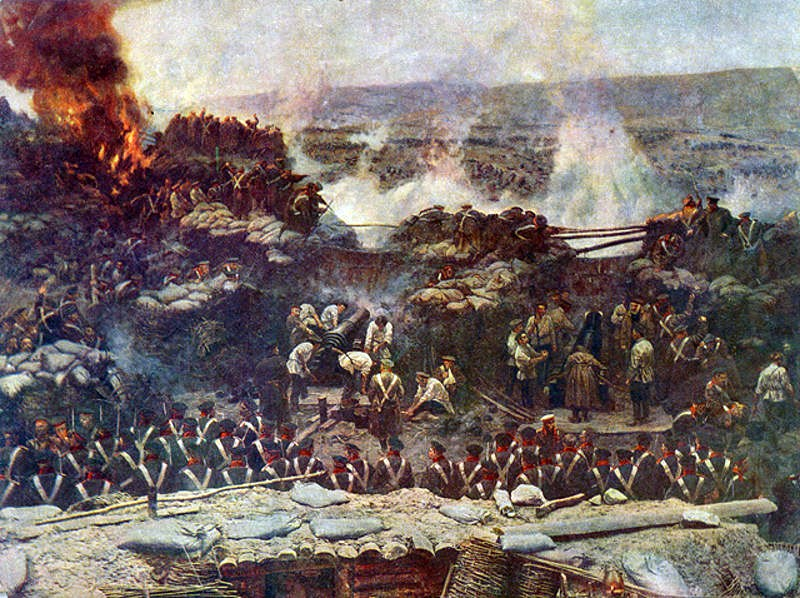
Obléhání Sevastopolu

Velká Británie spolu s Francií však nehodlaly růstu ruské moci v Evropě nečinně přihlížet. Příležitost se jim naskytla roku 1853, kdy Rusové zaútočili na Osmanskou říši na základě sporů o to, kteří duchovní (zda katolíci či pravoslavní) budou mít na starost péči o svatá místa v Jeruzalémě, který byl v té době stále pod osmanskou kontrolou. Francie a Velká Británie podpořila Osmanskou říši vyloděním svých jednotek na Krymu s úkolem dobýt pevnost Sevastopol. Začala tak Krymská válka. Během tohoto konfliktu se naplno projevila zaostalost ruské výzbroje i dalšího vybavení a ruskou armádu stíhal jeden neúspěch za druhým. O tři roky později podepsal car Alexandr II., který nastoupil na trůn po svém otci Mikulášovi, mír nařizující Rusku vzdát se dunajské delty a válečného loďstva v Černém moři. Zároveň muselo zrušit sevastopolskou námořní základnu a zbořit městská opevnění. Bospor a Dardanely byly od nynějška cizím válečným plavidlům uzavřeny. Slabost hospodářství založeného na nucené rolnické práci byla evidentní, car se proto rozhodl několika opatřeními zrušit nevolnictví a roku 1861 se tak na základě jeho nařízení stalo. Osvobození rolníci sice stále neměli stejná práva jako šlechta, nebyli již ale nadále majetkem a mohli se věnovat obchodu, podnikání či se stěhovat. Krymská válka též rozhodla o osudu Svaté aliance, která se díky neochotě Rakouska nebo Pruska zapojit se do konfliktu na straně Ruska rozpadla.

### Sjednocení Itálie a Německa

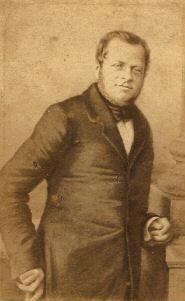
Italský ministerský předseda Camillo Cavour

S rostoucím nacionalismem v Evropě rostla i snaha o vytvoření dvou národních států, na jejichž území dosud existovaly pouze menší státní celky nebo se jejich území nacházela pod vládou jiných států (například Lombardsko-Benátsko v Itálii, které se nacházelo pod vládou Rakouského císařství). Hnutí za sjednocení Itálie se nazývalo risorgimento. Již roku 1848 se Sardinské království pokusilo dobýt a sjednotit italská území, bylo však Rakouskem poraženo. K novému rozsáhlejšímu konfliktu mezi Rakouskem a Sardiniským královstvím došlo roku 1859. Sardinský ministerský předseda Camillo Cavour dosáhl významného úspěchu, když se mu podařilo získat na svou stranu francouzského císaře Napoleona III. Francouzská a italská vojska zaútočila na rakouskou armádu a v bitvě u Solferina ji porazila. Rakousko poté odevzdalo Sardinii Lombardii, nadále si ovšem podrželo Benátsko. Záhy se k Sardinskému království připojily menší středoitalské státy (Toskánsko, Modena a další). Dalším územním ziskem se stalo Království obojí Sicílie, které roku 1860 dobyl italský vojevůdce Giuseppe Garibaldi. Po dobytí dalších území na úkor papežského státu se sardinský král Viktor Emanuel II. stal prvním vladařem Italského království. Porážka v italské válce vedla k pádu neoabsolutismu v Rakousku a k zavedení některých demokratických prvků do veřejného života.

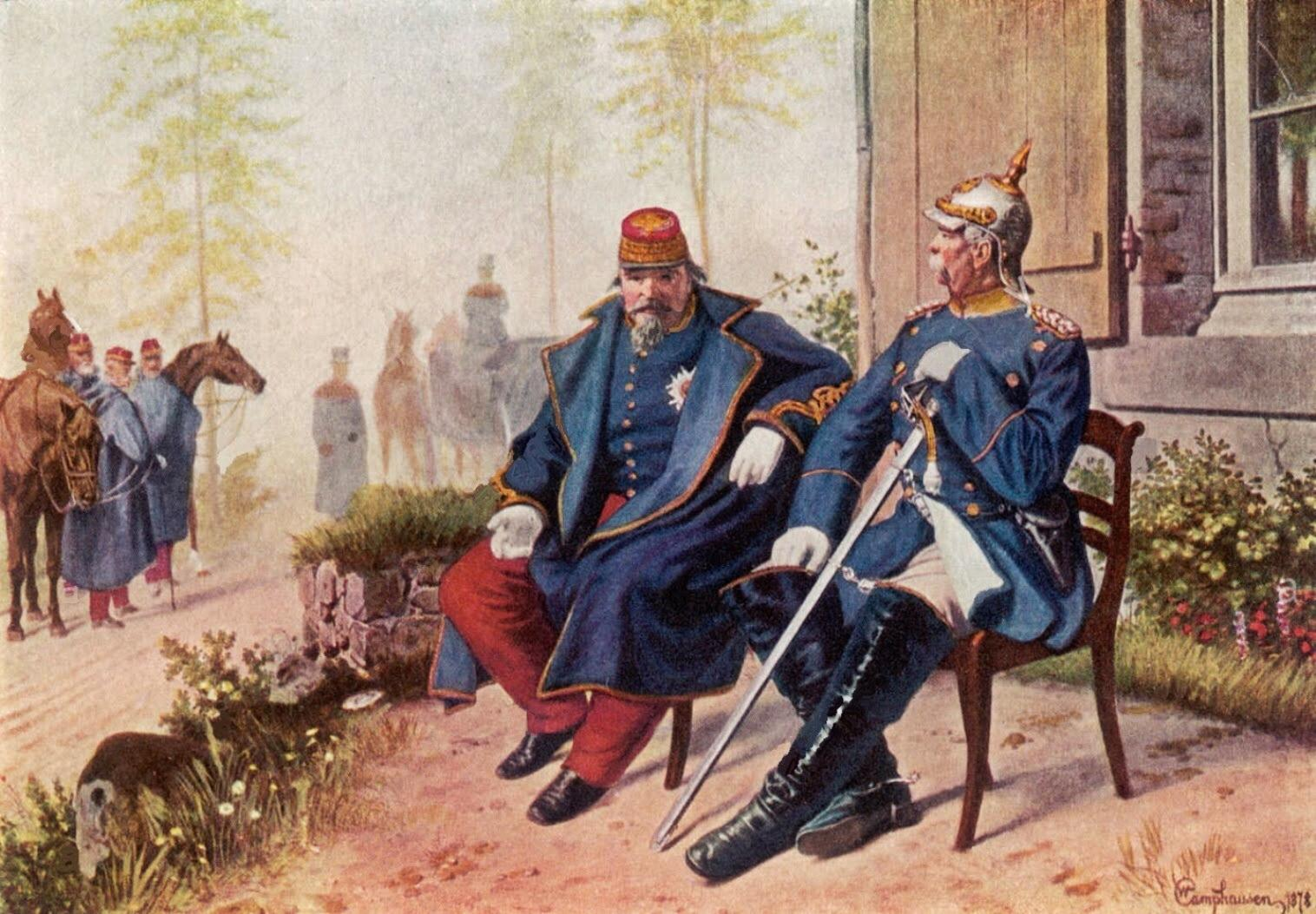
Napoleon III. (vlevo) v pruském zajetí, vpravo Otto von Bismarck

Německo se sjednotilo do jednoho celku o několik let později. Zásluhu na tom měl zejména Otto von Bismarck, který byl od roku 1862 ministerským předsedou Pruského království. První výsledky jeho snažení se dostavily roku 1864, když spojená vojska Německého spolku v čele s Pruskem a Rakouskem dobyla na Dánsku Šlesvicko-Holštýnsko. Spory o správu dobytého území a zároveň mocenské soutěžení v rámci Německého spolku mezi Pruskem a Rakouskem vedly o dva roky později k vypuknutí prusko-rakouské války, ve které se na stranu Pruska přidala i Itálie. Po rakouské porážce v bitvě u Hradce Králové uzavřelo Rakousko mír, jehož důsledkem se Německý spolek rozdělil na Severoněmecký (pod pruským vlivem) a Jihoněmecký (pod vlivem rakouským). Značná část původně samostatných zemí na severu Německa byla Pruskem anektována. Územních zisků dosáhla i Itálie, která na úkor Rakouska získala Benátsko. Porážka a ztráta vlivu v Německu znovu donutila Rakouské císařství k reformám. Došlo k rakousko-uherskému vyrovnání a vytvoření dvojstátí Rakousko-Uhersko, v jehož zejména západní části se později prosadila forma právního státu a konstituční monarchie. Vyvrcholením snahy o sjednocení Německa se stala prusko-francouzská válka roku 1870. Bismarckovi se podařilo postavit francouzského císaře do pozice útočníka a tím zajistit podporu jihoněmeckých států. Po vyhrané bitvě u Sedanu bylo vyhlášeno Německého císařství, zahrnující nejen jihoněmecké státy, ale i území Alsaska-Lotrinska, které původně patřilo Francii. Prohra ve válce měla další důsledky i pro Francii. Císařský režim Napoleona III., který byl během bitvy u Sedanu zajat, padl a místo něj byla vyhlášena takzvaná třetí republika.

### Amerika

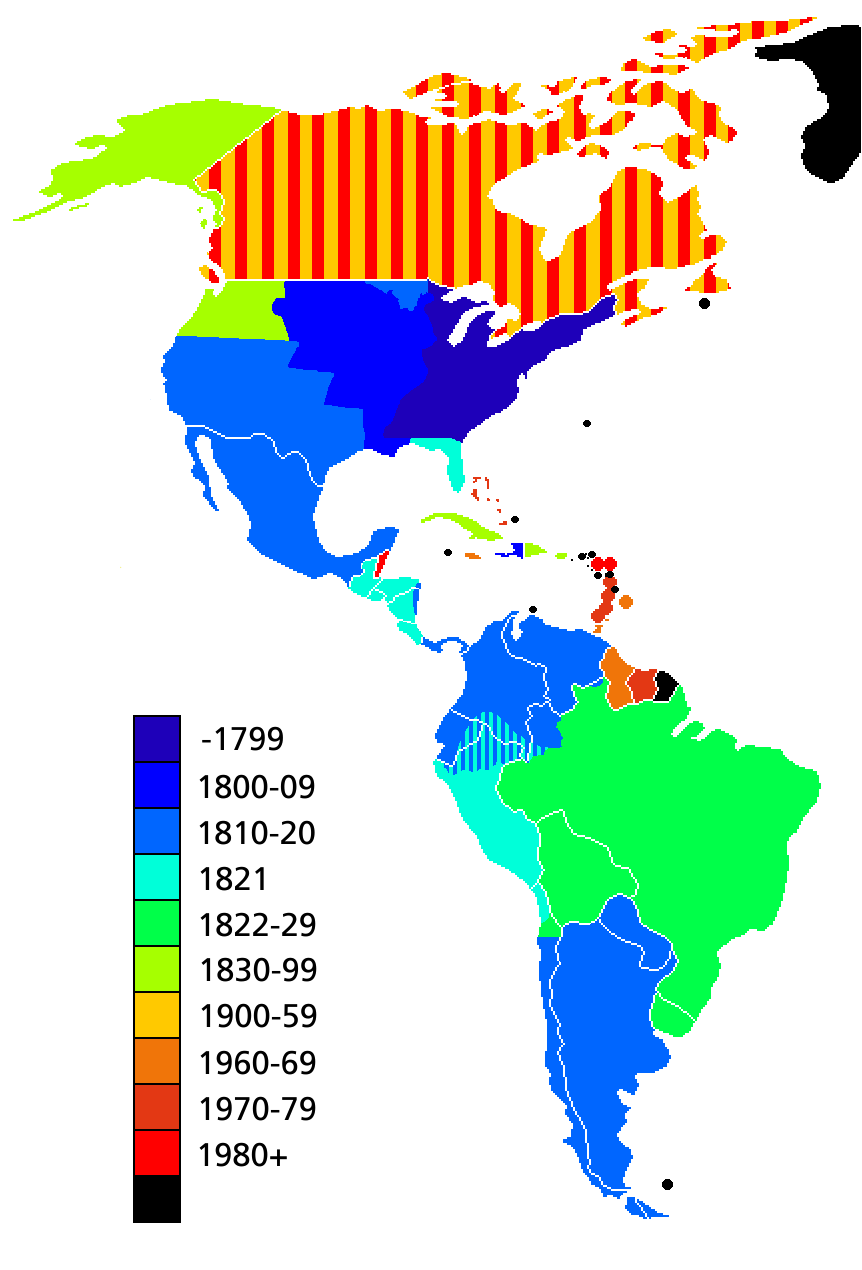
Americké státy podle získání nezávislosti

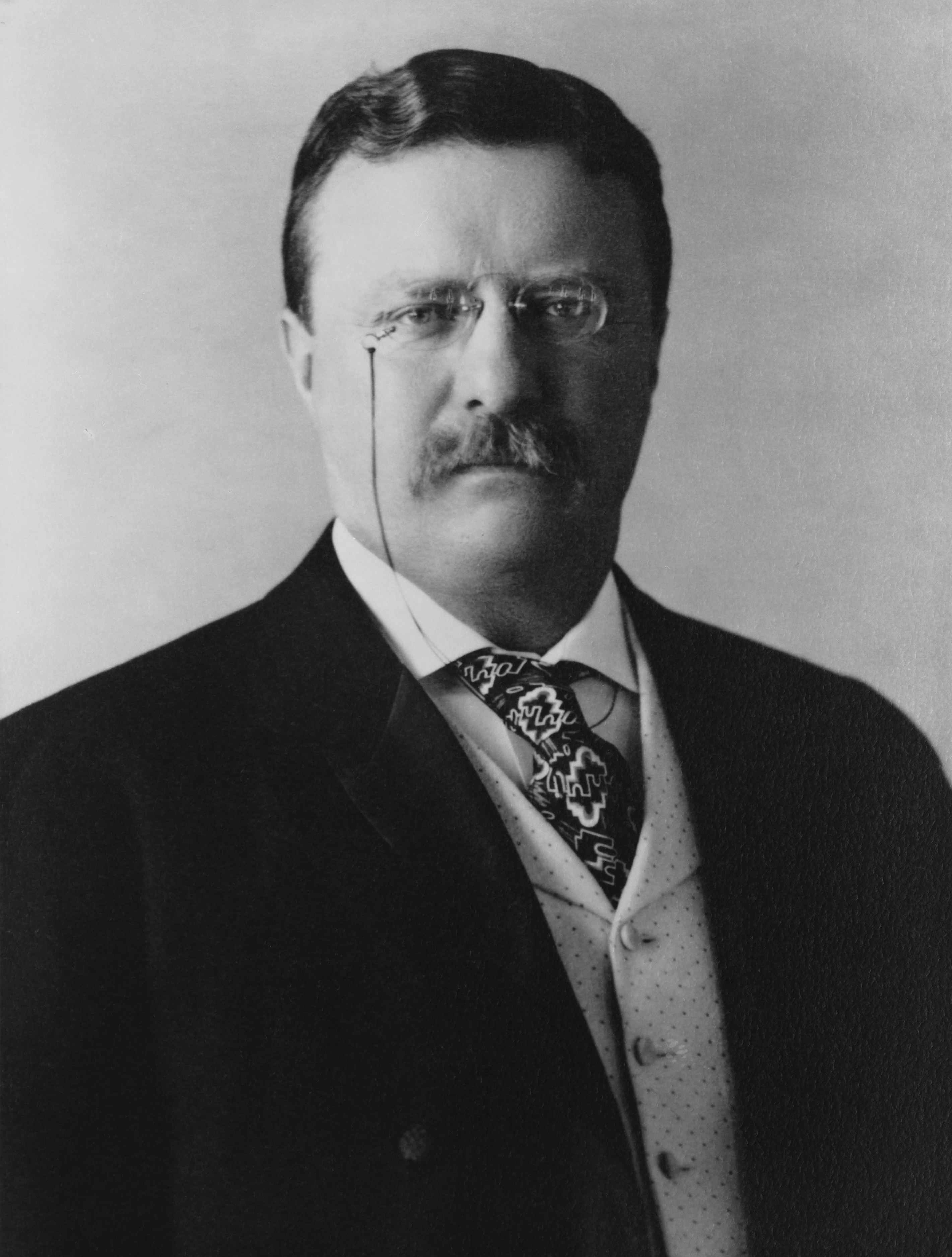
Americký prezident Theodore Roosevelt

Již na konci 18. století se v Americe osamostatnily Spojené státy americké, které následovaly původní španělské kolonie (Mexiko, Peru a další) a posléze i Brazílie, kde bylo vyhlášeno Brazilské císařství. Spojené státy dále expandovaly na západ, kde po vítězné válce s Mexikem získaly Texas, Kalifornii a Nové Mexiko. Roku 1846 byla podepsána dohoda s Velkou Británií, podle které se vytvořila hranice mezi USA a Kanadou na 49. rovnoběžce. Během celého 19. století přicházel do Spojených států proud přistěhovalců zejména z Evropy. Aby se získalo větší množství půdy, byli původní obyvatelé Severní Ameriky, Indiáni, nuceni stěhovat se do jim přidělených rezervací. Zahraniční politiku Spojených států charakterizovala Monroeova doktrína, která vyhlašovala snahu USA zasáhnout proti jakýmkoliv pokusům evropských mocností o prosazování svého vlivu v Americe.
Velký problém představovalo ve Spojených státech otroctví. Zatímco v severních částech země bylo již otroctví zrušeno, na jihu nadále existovalo. Zde byli otroci využívání především na bavlníkových plantážích (například Jižní Karolína, Louisiana, Texas a další). Po zvolení odpůrce otroctví Abrahama Lincolna prezidentem Spojených států se konflikt mezi příznivci otroctví a jeho odpůrci (abolicionisty) vyhrotil a vedl roku 1861 k vypuknutí občanské války mezi severními a jižními státy, které se odtrhly a založily Konfederované státy americké. Přes počáteční úspěchy konfederační armády se štěstí ve válce obrátilo na stranu Severu. Roku 1865 vojska Konfederace kapitulovala a jižní státy byly znovu připojeny k USA. V následných letech prošly znovu připojené státy hospodářskou a politickou obnovou. Již před započetím války se konstituovaly v zemi dva významné politické subjekty – Demokratická strana a Republikánská strana. Brzo po válce se Spojené státy dočkaly dalšího rozšíření svého území, když byla roku 1867 od Ruska zakoupena Aljaška.
Po skončení války nadále pokračovalo osidlování západu a zároveň i hospodářský růst spojených států. Země byla bohatá na nerostné suroviny, zároveň zdejší politický i hospodářský systém podporoval svobodné podnikání. Spolu s tím docházelo k rozvoji průmyslu a infrastruktury. Rapidní hospodářský růst ale spolu nesl i vznik velkých společností, monopolů, které se snažily ovládat trh. Významným prezidentem této doby se stal Theodore Roosevelt. Zasadil se o zákony proti velkým monopolům a ochranu přírodních památek státem. Ke konci 19. století se rovněž USA začaly podílet na koloniální expanzi. Ve válce se Španělskem získaly Portoriko a Filipíny, zároveň získaly vliv nad nově vzniklým státem na Kubě. Nadále si udržovaly i dominantní postavení v Latinské Americe, kde existovalo mnoho států vyznačujících se politickou nestabilitou.

### Vrcholný vývoj kolonialismu a významné státy v Asii

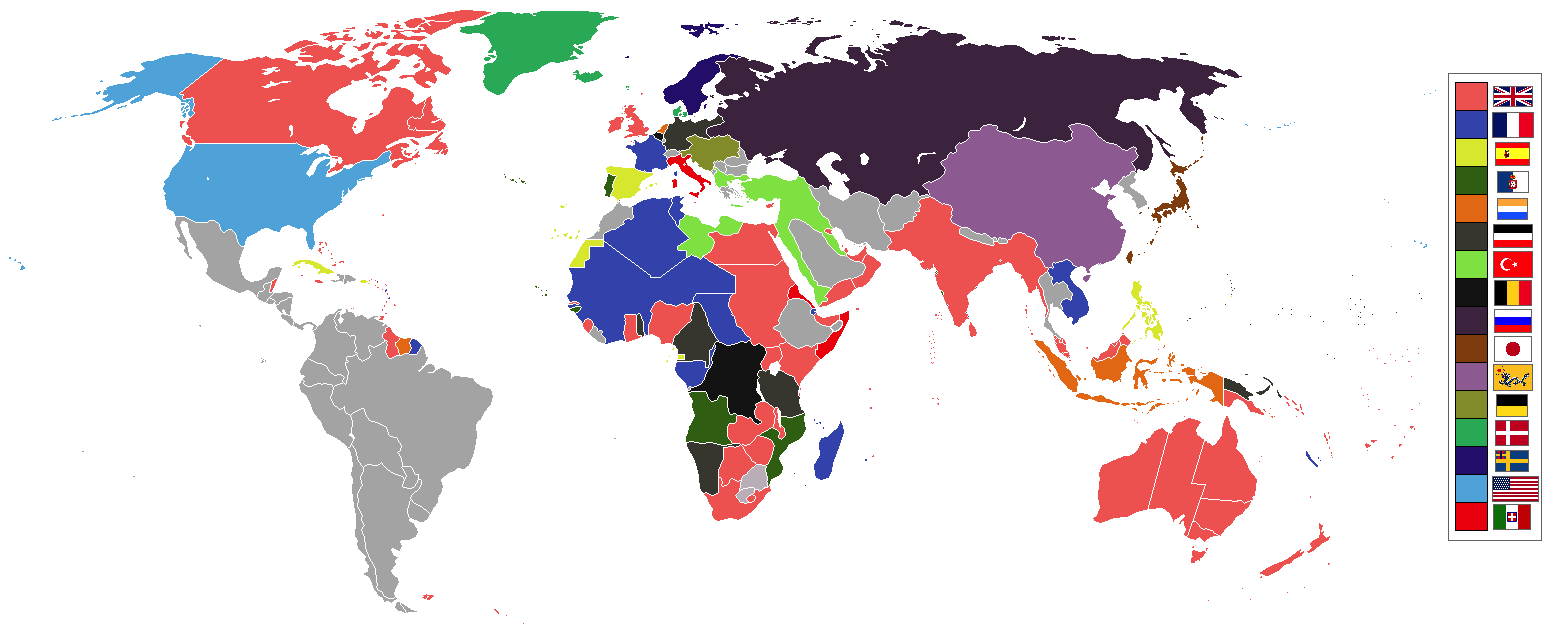
Politická mapa světa, 1898

Evropské státy se podílely na kolonizačním úsilím již zhruba od 15.–16. století. V 19. století se úsilí o vytvoření koloniálních říší vystupňovalo. Evropské státy dobytá území osidlovaly a využívaly tamější populace jako levného zdroje pracovní síly. Zároveň fungovaly kolonie jako odbytiště pro evropské průmyslové výrobky. V některých koloniích docházelo k násilným excesům ze strany okupantů a k vyvražďování domorodého obyvatelstva. Množství domorodých dělníků v koloniálních manufaktoriích pracovalo za velmi špatných podmínek. Na druhou stranu kolonialismus přispěl k zlepšení infrastruktury, zavedení základů státní správy, byly zakládány též misie a někde i školská zařízení.

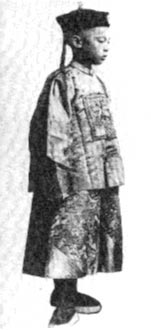
Poslední čínský císař Pchu I

Významnými koloniálními mocnostmi byla Velká Británie a Francie, následované později Ruskem, Německem a Itálií. Své kolonie mělo též Holandsko, Belgie, Portugalsko a do španělsko-americké války i Španělsko. Evropské státy si postupně do konce století rozdělily vliv a území na většině kontinentů. Velká Británie byla hospodářskou mocností, ovládající území v Severní Americe, Africe, celou Austrálii a Indii. Rovněž měla značný vliv v Číně, kterou během opiových válek donutila k přístupnění čínského trhu. Francie od roku 1830 začala významněji kolonizovat Afriku obsazením Alžírska, později připojila i území Tuniska a Maroka a většinu severozápadní Afriky. Další území získala v Indočíně. Vliv Francie a Británie se střetl v severovýchodní Africe, zejména v Egyptě. Vztahy mezi Francií a Británií se ale později normalizovaly a obě země se staly spojenci. Německo a Itálie získaly také území zejména v Africe. Němečtí obchodníci pronikali i do Osmanské říše a Číny. Rusko vystupňovalo svoji expanzi do střední Asie, kde během takzvané Velké hry soupeřilo s Británií o vliv v Persii a dalších státech, a na Dálný Východ. Zde se střetlo s Japonským císařstvím o dominantní postavení v Mandžusku. Tuto válku však prohrálo. Ke konci století se ke koloniální expanzi přidaly Spojené státy americké, které získaly pod svou kontrolu roku 1898 na úkor Španělska Filipíny a Portoriko.
V Asii existovalo ke konci 19. století několik významných státních útvarů. Jednou z těchto zemí byla Osmanská říše, ležící mezi Evropou a Asií. Od 16. století, kdy byla jednou z nejvýznamnějších mocností, postupně stagnovala a v 19. století nastal úpadek. Evropské velmoci stále častěji zasahovaly do jejích vnitřních záležitostí. Na východ od Osmanské říše se rozprostírala Persie pod vládou Kadžárovců. I zde uplatňovaly velmoci svůj vliv, zejména Rusko a Velká Británie v rámci Velké hry. Dalším rozsáhlým státem byla Čína, kde vládli poslední představitelé dynastie Čching (ta byla roku 1911 svržena z Číny se stala republika). Ke konci století byla země v úpadku a značné části jejího území spadaly pod vliv některého z evropských států. Naopak Japonsko přijalo za vlastní západní techniku, která mu umožňovala postavit se evropským mocnostem a také se připojit k mocenskému zápolení. V rusko-japonské válce získalo Koreu, jižní Mandžusko a významný přístav Port Arthur. Již o deset let dříve se Japonsku podařilo získat od Číny ostrov Tchaj-wan. Éra reforem, která v té době, v Japonsku probíhala, se nazývá Meidži.
Snaha evropských států získat území, ekonomické výhody či vliv na úkor svých rivalů pak byl jednou z příčin vypuknutí první světové války.

### Vývoj v Evropě do první světové války

Spojenecké systémy v Evropě před první světovou válkou

Do konce století se ve většině evropských zemí postupně dovytvářely vládní systémy s demokratickými prvky. V mnoha zemích bylo zrušeno či značně sníženo omezení volebního práva. V Evropě se postupně prosazovala industrializace. V politice se začaly kromě liberálních či konzevrativních stran utvářet i strany socialistické či sociálně demokratické. Na ochranu dělníků byly přijaty zákony omezující maximální pracovní dobu či určující minimální mzdy. Společnost se začala seznamovat s novými výdobytky doby (elektřina, telefon, spalovací motor, letadla).
Velká Británie nadále zůstávala přední světovou politickou i hospodářskou mocností, avšak ostrovnímu státy začaly konkurovat dva vzrůstající ekonomičtí giganti, Spojené státy a Německé císařství. Ve Francii byla po porážce u Sedanu vytvořena třetí francouzská republika. Přestože se vyznačovala značnou politickou nestabilitou a opakujícími se pády vlád, podařilo se Francouzům získat rozsáhlá území v Africe a Asii. V Německu probíhala nadále industrializace a jeho hospodářský potenciál začal pomalu konkurovat v obchodě Velké Británii. Po nástupu císaře Viléma II. se i Německo zapojilo do snahy o ovládnutí nových kolonií a rozšíření německé flotily, což vyvolávalo konflikty s Velkou Británií. V Rakousku-Uhersku za vlády Františka Josefa I. pokračoval va jeho západní části (Předlitavsku) demokratický vývoj. Ve východní části (Zalitavsku) s většinou maďarskou populací naopak docházelo k diskriminaci menšin (Slováci, Rumuni, Chorvaté) a ke snaze o jejich kulturní asimilaci. Národnostní problémy státu však nadále narůstaly, jak se jednotlivá etnika dožadovala větší politické autonomie. V Rusku bylo sice roku 1861 zrušeno nevolnictví, ale nadálo zůstávalo zaostalým státem, ve kterém se soukromé podnikání rozvíjelo jenom pomalu. Nové reformy byly provedeny po rusko-japonské válce a řadě nepokojů v letech 1905 až 1907. Itálie se tak jako ostatní státy pokoušela získat koloniální území. Roku 1911 rozpoutala válku s Osmanskou říší, díky které získala Libyi a Dodekaneské ostrovy. To vedlo k vypuknutí balkánských válek. Oslabení Osmanské říše totiž využily balkánské státy osamostatněné během 18.–19. století (Srbsko, Řecko a Bulharsko), na říši zaútočily a dobyli další významná území. Neshody mezi balkánskými státy vedly ke konfliktu mezi Bulharskem na jedné straně a Řeckem a Srbskem na straně druhé. K Řecku a Srbsku se později přidalo i Rumunsko a Osmanská říše. Bulharsko bylo záhy poraženo a muselo odevzdat vítězům část svého území.
Kolem přelomu 19. a 20. století se postupně zformovaly dva spojenecké celky, Trojdohoda (Velká Británie, Francie a Rusko) a Trojspolek (Německé císařství, Rakousko-Uhersko a Itálie). Rivalita mezi těmito dvěma spojeneckými svazy se stala jednou z příčin první světové války.

## První světová válka

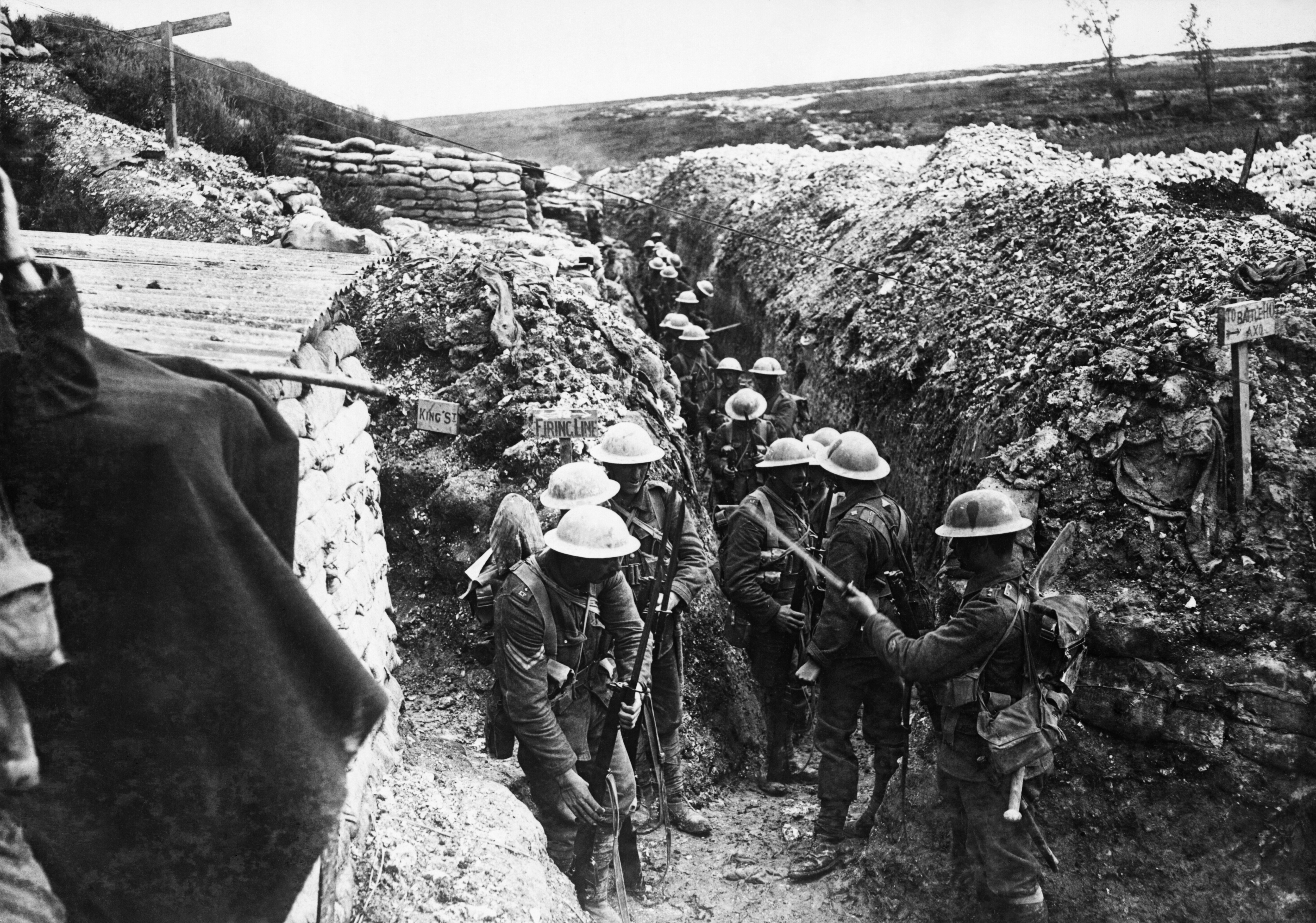
Výjev z bitvy na Sommě

### Strany konfliktu
Růst moci evropských států a další boj o mocenskou, vojenskou a ekonomickou hegemonii mezi velmocemi vyvrcholily velkým mezinárodním konfliktem známým jako první světová válka (1914–1918). V této válce proti sobě stály vojska Ústředních mocností (tedy Německé císařství, Rakousko-Uhersko, Osmanská říše a Bulharsko) a armády Dohody (Velká Británie, Francie, Rusko, Japonsko, později též Itálie a Spojené státy).

### Průběh

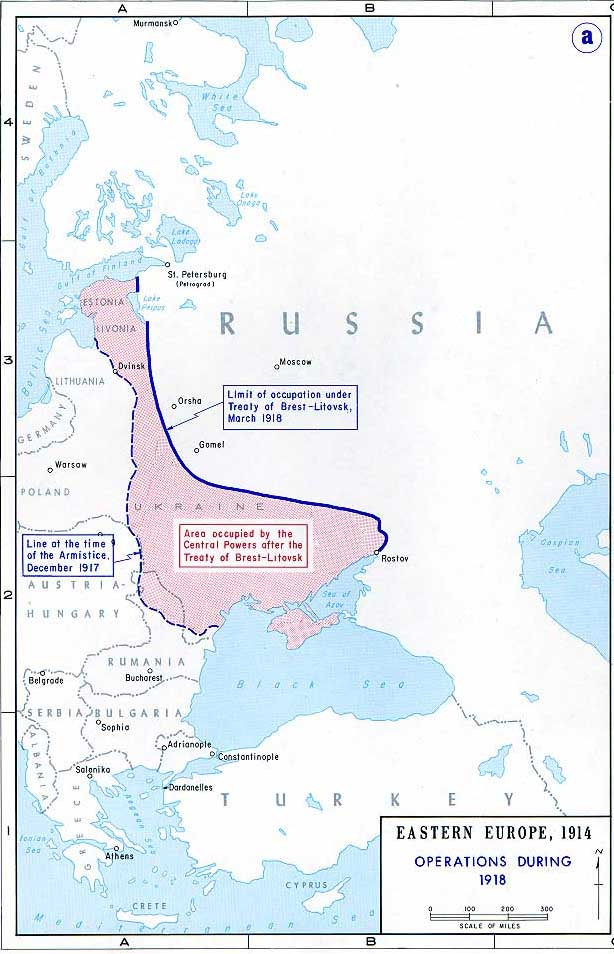
Území obsazené Ústředními mocnostmi po míru v Brestu-Litevském.

Již v prvním roce války se ukázalo, že původní německým plán počítající s rychlým ukončením války nebude možné splnit. Počáteční rychlý německý postup byl totiž Francouzi v bitvě na Marně zastaven. I přes nasazení velkého množství sil se ale ani francouzským silám nepodařilo dosáhnout rozhodujícího vítězství. Na východní frontě však čekala ruská vojska po počátečních úspěších jedna porážka za druhou a roku 1915 byla vytlačena z Polska, Litvy a také částečně z Běloruska a Lotyšska. Zároveň se podařilo v součinnosti s Bulharskem porazit a dobýt Srbsko, v lednu dalšího roku také Černou Horu. Zároveň ztroskotal i britský pokus o dobytí tureckého Gallipoli, strategického poloostrova nacházejícího se v Bosporské úžině. Roku 1916 se odehrálo několik významných bitev na západní frontě, která se postupem času ukázala jako rozhodující.[zdroj?] Německá ofenzíva ztroskotala v bitvě u Verdunu, anglo-francouzská však také, a to na řece Sommě. V obou případech vystoupaly ztráty soupeřících armád do statisíců, u Sommy zemřelo dohromady kolem 1 200 000 vojáků.
Přesto se fronta nepohnula ve prospěch ani jedné, ani druhé strany. Téhož roku započali Rusové Brusilovovu ofenzívu, přičemž k vojenským akcím proti Ústředním mocnostem se přidalo také Rumunsko. Jeho vojska však byla poražena, většina rumunského území obsazena a Brusilovova ofenzíva ztroskotala. Další rok (1917) očekávaly větší úspěchy Dohodu. Té se podařilo dobýt většinu německých území v zámoří a po vyhlášení neomezené ponorkové války Německem se důsledkem toho přidaly na stranu Dohody i Spojené státy. Nová fronta se zároveň otevřela na Balkáně, když v červenci vstoupilo do války s Ústředními mocnostmi také Řecko. Zvrat ale nastal na východní frontě. Špatná ekonomická, vojenská i vnitropolitická situace vedla v Rusku k svržení cara během Únorové revoluce. Prozatímní ruská vláda byla odhodlána dostát spojeneckým závazkům a dále ve válce pokračovat, byla však svržena v listopadu Říjnovou revolucí. Bolševici pak podepsali v Brestu-Litevském separátní mír, což umožnilo Němcům přesunout své síly na západní frontu. Zde však již nemohly konkurovat lépe vybaveným Britům, Francouzům a Američanům. Špatná situace byla i v zázemí, vzhledem ke katastrofální ekonomické situaci a postupné mezinárodní izolaci. Přesto, že se Německu podařilo udržet Rakousko-Uhersko ve válce, které se po nástupu císaře Karla pokusilo uzavřít s dohodovými velmocemi separátní mír, situace Ústředních mocností byla kritická. Dohodová vojska slavila úspěchy na všech frontách a porážka byla již prakticky nevyhnutelná. Vyčerpané Německo bylo nakonec donuceno podepsat dohodu o příměří, které vstoupilo v platnost 11. listopadu 1918.

### Důsledky

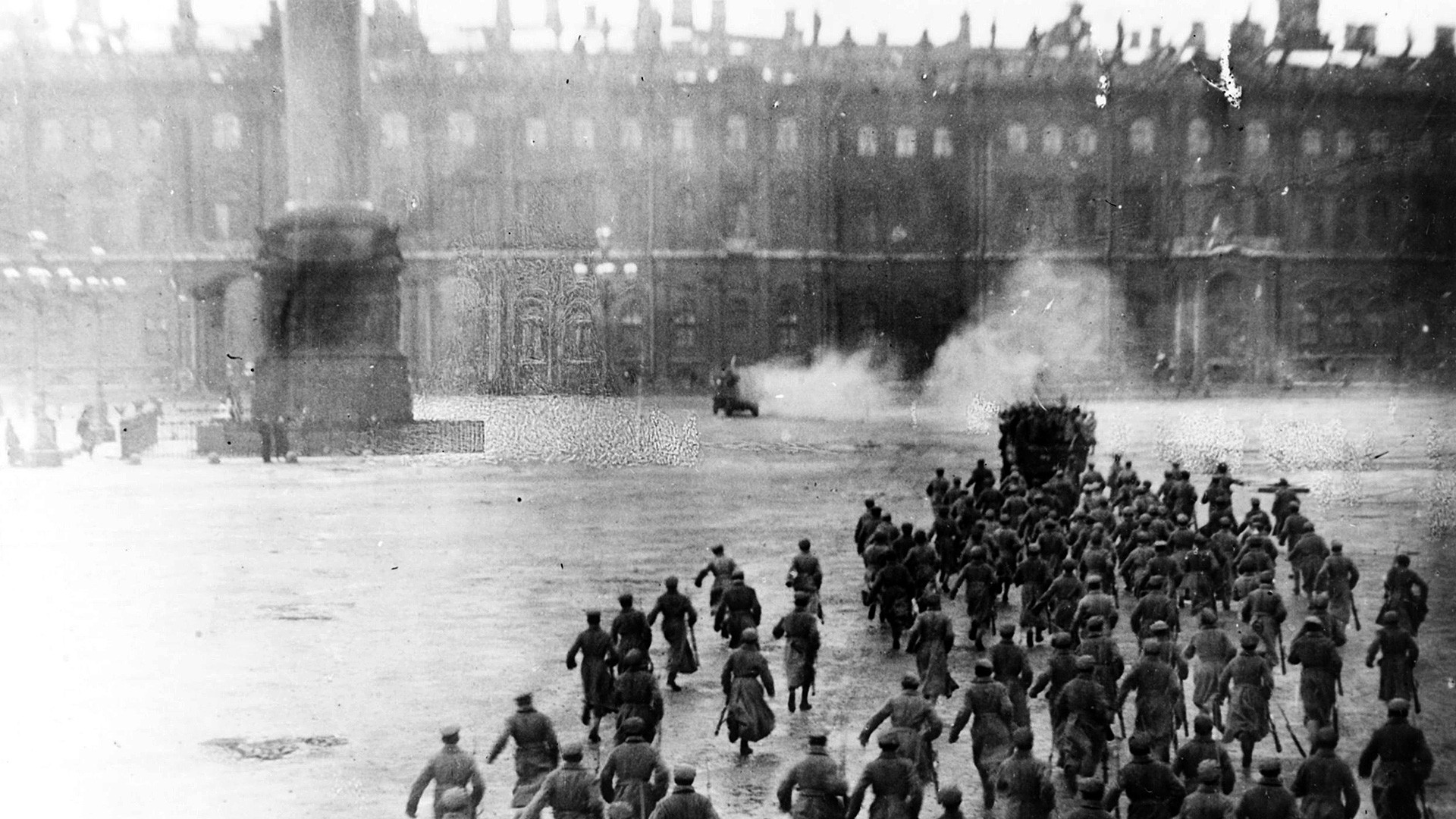
Bolševická revoluce 1917 – útok na Zimní palác v propagandistickém filmu

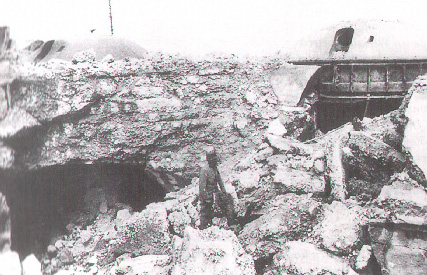
Pevnost Campolongo, Itálie

Válka zasáhla nejen Evropu, ale bojovalo se i v Asii a Africe. Světový konflikt vedl k hospodářskému vyčerpání většiny evropských zemí, které byly v bezprostředních měsících po válce z větší či menší míry závislé na zahraniční pomoci, zejména ze Spojených států. Ke konci války se pak značně pozměnila mapa Evropy, většina starých dynastií byla sesazena, některé mnohonárodnostní říše částečně přišly o svá území nebo se úplně rozpadly (Rusko, Rakousko-Uhersko) a jejich místo zaujaly demokracie (např. Československo, Německá výmarská republika), popřípadě se v některých státech dostaly k moci totalitní režimy (sovětské Rusko, fašistická Itálie, Maďarská republika rad). První světová válka zároveň otřásla zažitými lidskými hodnotami i vírou v lidský pokrok. Samotný počet mrtvých dosáhl téměř osmi milionů, přičemž v následujících letech zasáhly hladovými válečnými léty oslabené obyvatelstvo pandemické choroby (zejména pak Španělská chřipka) a hladomory, které zabily další miliony lidí v celé destabilizované Evropě.

## Meziválečná doba

### Dvacátá léta a ekonomická krize

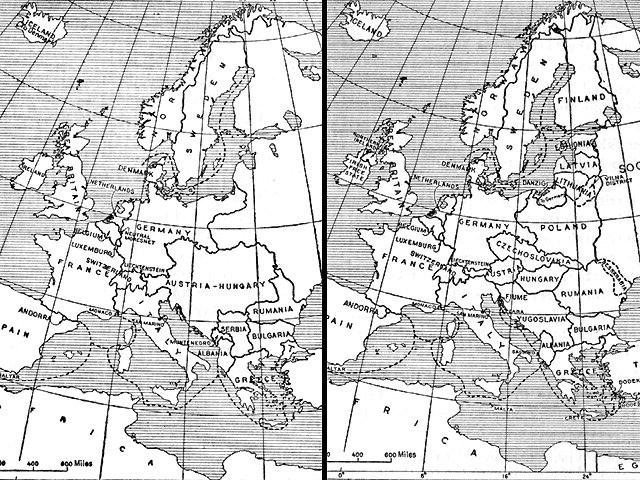
Územní změny během první světové války a po ní

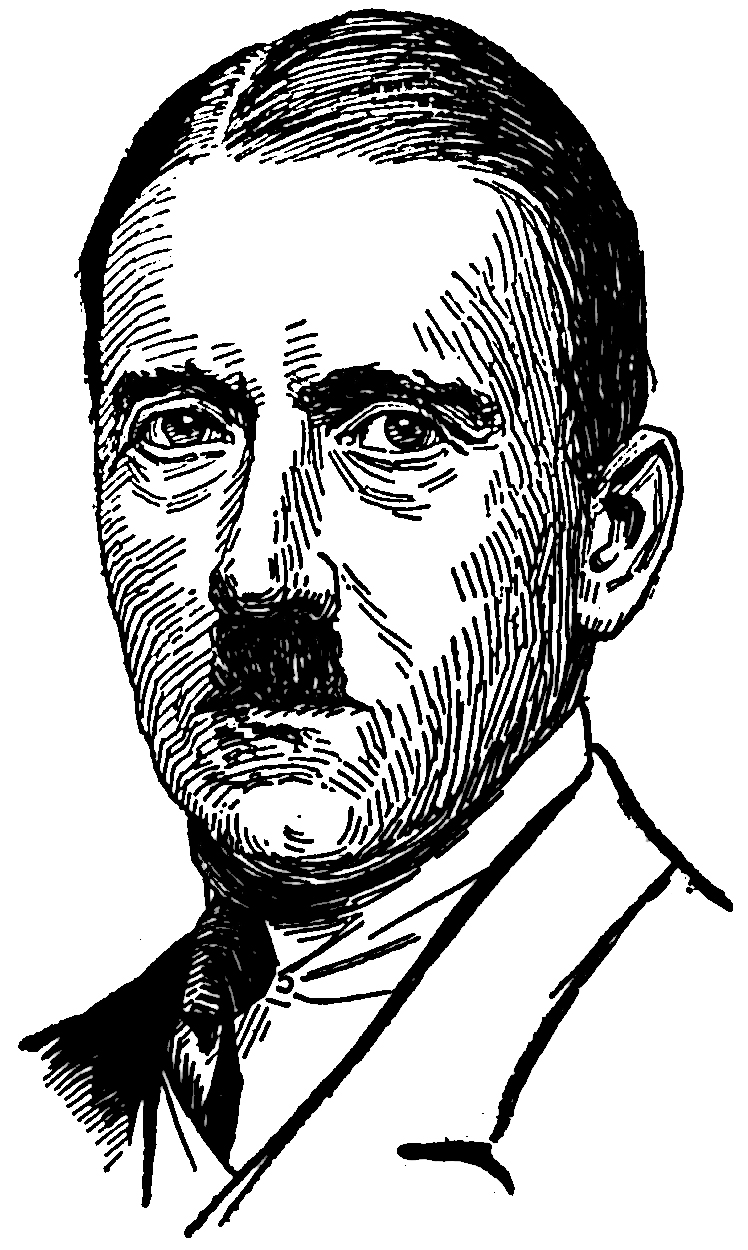
Adolf Hitler na kresbě z roku 1923

Po ekonomické krizi, jež vypukla ke konci války přišla zlatá dvacátá léta. Ekonomika většiny zemí vykazovala vzestup, pouze Německo a Sovětský svaz se dostaly do zahraničněpolitické izolace a oba státy se alespoň částečně ekonomicky pozvedly až v druhé polovině dvacátých let (Německo po hospodářské pomoci USA a Sovětský svaz zavedením tzv. Nové ekonomické politiky, tedy opětovným povolením menších soukromých podniků). Koloniální říše Velká Británie a Francie sice dosáhly připojením německých kolonií ke svému území největšího územního rozsahu, ale jejich moc už byla za zenitem. Prvořadou mocností se nyní staly Spojené státy americké a i přes vytvoření Spojených národů nebylo možné zastavit většinu tehdejších světových konfliktů. Ke konci dvacátých let se ekonomika většiny států dále vyvíjela. V této době také na většině území Evropy existovaly státy s demokratickým zřízením.
Příznivý ekonomický vývoj však vzal za své 24. října 1929. V tento den se udál krach na newyorské burze, čímž se odstartovala nejdříve v Americe a posléze v Evropě velká hospodářská krize. Během krize většina ekonomik světa značně upadla a mnoho podniků zbankrotovalo. To vedlo následně k obrovskému nárůstu nezaměstnanosti a sociálním nepokojům. Během třicátých let pak získaly v mnoha zemích Evropy podporu totalitní režimy, které slibovaly rychlé řešení krize a navrácení prosperity z dob před rokem 1929. Mezi země ovládnuté totalitními či polototalitními režimy se řadí například Polsko, Rakousko, Jugoslávie, Španělsko, Portugalsko, Řecko, Albánie, Rumunsko a samozřejmě Německo. Zde vyhrála volby roku 1933 národně socialistická německá dělnická strana (NSDAP) pod vedením Adolfa Hitlera, který si některými radikálními kroky získal podporu obyvatelstva.

### Rozmach Třetí říše
Národně socialistické hnutí bylo výrazně pravicové a antisemitské, krátce po nástupu Adolfa Hitlera k moci tedy začalo docházet k segregaci židovského obyvatelstva a posléze k dalšímu porušování práv nejen příslušníků německé židovské komunity, ale i politické opozice. Další autokratické režimy se dále ustavily v Rumunsku, Rakousku a po občanské válce také ve Španělsku. Ke konci 30. let pak zůstaly skutečně svobodné pouze státy severní a západní Evropy, ve střední Evropě zůstalo svobodnými demokratickými státy pouze Československo a Švýcarsko. Diktatury popřípadě totalitní státy byly často silně militaristické a expanzivní povahy, což se nejvíce projevilo v Německu. Pod záminkou rozšíření německého životního prostoru tak nacistické Německo podnikalo agresivní zahraniční politiku (znovupřipojení Sárska, anšlus Rakouska, Mnichovská dohoda, díky které byly původně československé Sudety připojeny k Německu či vytvoření protektorátu Čechy a Morava o několik měsíců později). Francie a Velká Británie, které byly garanty versailleského mírového systému, prováděly vůči Německu politiku appeasementu, tedy politiku ústupků v naději, že splnění Hitlerem předložených podmínek udrží mír v Evropě. Všechny snahy ale přišly vniveč německým útokem na Polsko 1. září 1939. Francie a posléze Británie vyhlásily Německu jako spojenci Polska válku. Začal tak doposud největší konflikt moderní doby – druhá světová válka.

## Druhá světová válka

### Agrese vůči Polsku a pád Francie

Vývoj druhé světové války v Evropě

Na základě německé agrese proti Polsku vyhlásila Velká Británie a Francie Německu roku 1939 válku. Přestože Polsko bylo záhy poraženo (zčásti také Sovětským svazem, který po dohodě s Třetí říší zabral jeho východní část), Spojenci neprojevovali přílišnou aktivitu a pouze opevňovali své pozice na západní frontě. Sovětský svaz brzy po obsazení Polska podřídil svému vlivu také pobaltské státy a pokusil se i o zvýšení svého vlivu ve Finsku.
Po několika finských odmítnutích vyhlásil Stalin koncem listopadu 1939 Finsku válku. Rudá armáda, nedostatečně vybavená a pod špatným vedením[zdroj?], však utrpěla v této tzv. Zimní válce porážku a Finsko si (ovšem za cenu územních ztrát) udrželo nezávislost. Prvním pokusem o určitou protiakci bylo spojenecké vylodění v Norsku, avšak díky nedostatečným přípravám a chybám britského velení byly britské expediční sbory německou armádou rychle poraženy a do sféry německého vlivu nyní připadlo Dánsko a Norsko, které Německo během války v severní Evropě obsadilo. Po přesunu svých divizí k západním hranicím zahájila německá armáda bleskový útok na Francii. Přestože Francie vytvořila velký systém opevnění na hranicích s Německem (Maginotova linie), na hranicích s Belgií toto opevnění nebylo dokončeno. Němcům se podařilo zmást Spojence právě klamným útokem přes Belgii, takže zatímco britské a francouzské elitní jednotky postupovaly belgickým územím, německým jednotkám se podařilo překročit Ardenny, u kterých byla na francouzské straně nejslabší ochrana, a dostat se do týlu spojeneckých sil. Během několika týdnů byla Francie poražena a obsazena vojsky Třetí říše. Na jihu Francie pak byla vytvořena loutková vláda pod vedením francouzského generála Pétaina. V souvislosti s tím byly obsazeny Holandsko, Belgie a také Lucembursko. Itálie a země na balkánském a Pyrenejském poloostrově byly spojenci třetí říše, popřípadě zachovávaly neutralitu. Koncem roku 1940 tak zůstala Velká Británie na evropském bojišti osamocena.

### Bitva o Británii a útok na Sovětský svaz

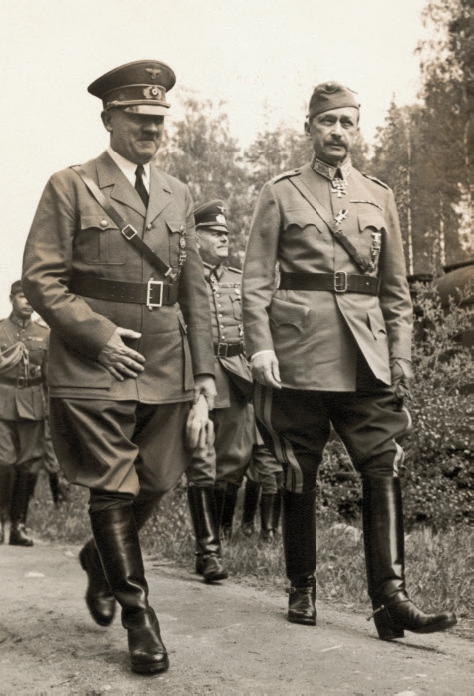
Adolf Hitler v létě roku 1942

Německo se pokusilo pokořit Velkou Británii soustavnými nálety svých bombardérů, avšak v bitvě o Británii nedokázaly německé vzdušné síly Luftwaffe zničit britské letectvo RAF. Velká Británie se tedy ubránila a Hitlerova pozornost se stočila na východní Evropu. Zde již po nějakou dobu posiloval svůj vliv Sovětský svaz (již roku 1940 částečně obsadil pobaltské republiky a následně zaútočil na Finsko, kde ale čekala Rudou armádu ostudná porážka). Přes vzájemnou dohodu o neútočení měl Hitler v úmyslu dříve či později na Sovětský svaz zaútočit. Před samotnou operací však bylo nutno zasáhnout na Balkánském poloostrově, kde byla Mussolinim vyslaná italská vojska poražena řeckou armádou a dokonce donucena k ústupu. Německé výsadkové jednotky rychle získaly důležité řecké opěrné body, přičemž zbytek Řecka záhy padl. Protiněmecký převrat v Jugoslávii pak donutil Hitlera zasáhnout i zde. Jugoslávská vojska byla poražena a na území Jugoslávie byl vytvořen loutkový chorvatský stát spolu se srbským územím, které bylo okupováno německými jednotkami. Další italský neúspěch v severní Africe podnítil výsadek jednotek Afrikakorpsu pod vedením polního maršála Erwina Rommela. Tyto jednotky slavily z počátku několik úspěchů a německá vojska zahnala britské jednotky z Tuniska zpět do blízkosti egyptského zázemí. Po těchto akcích se Hitler cítil v létě roku 1941 natolik silný, že v červnu vyhlásil válku Sovětskému svazu (operace Barbarossa). Německá armáda zpočátku postupovala velice rychle a Rudá armáda utrpěla několik porážek. Pod německou moc padlo území Pobaltí, Běloruska, Ukrajiny a v dalším období východní fronta dosáhla měst Leningradu a Moskvy, hlavního města Sovětského svazu. Přestože se Němcům nepodařilo tyto dvě města dobýt, německé jednotky stále ještě nebyly poraženy.

### Japonská expanze a vstup USA do války

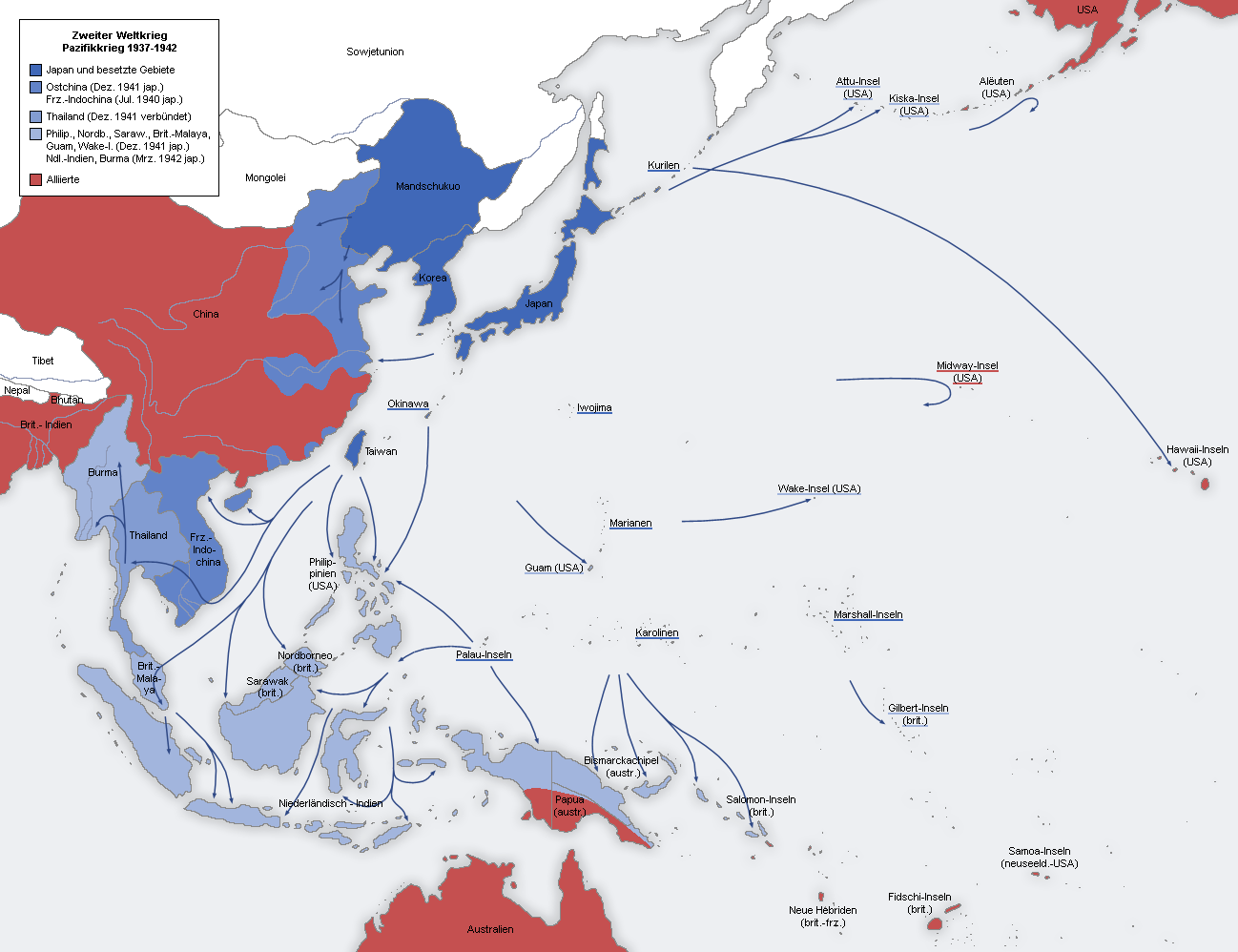
Rozsah moci Japonského císařství roku 1942

Mezitím v Tichém oceánu se rozšiřoval územní rozsah a vliv Japonska, spojence Německa. Již od roku 1937 prováděly japonské jednotky vojenské operace proti Čínské republice[zdroj?], avšak Spojené státy se postavily proti a zmrazily téměř veškeré obchodní styky s Japonskem. Vzhledem k tomuto opatření a taktéž ze strategických důvodů napadlo Japonsko americkou tichomořskou základnu Pearl Harbor, čímž vtáhlo Spojené státy do války po boku Británie a Sovětského svazu (po útoku německých sil na Sovětský svaz uzavřela Británie se Sovětským svazem spojeneckou smlouvu). Japonský postup jihovýchodní Asií se zastavil až v Barmě na západě a v Oceánii u ostrova Guadalcanal. U Guadalcanalu však zakusili Japonci několik porážek, což nakonec vedlo k následné japonské evakuaci z ostrova. Zároveň po bitvě u ostrova Midway bylo japonské námořnictvo natolik zdecimováno, že iniciativa přešla do rukou spojenců a od této chvíle se japonské síly spíše bránily. Podobně byl zastaven postup německých vojsk na východní frontě u města Stalingrad. Po vyčerpávajících bojích byla německá armáda operující ve Stalingradu poražena a donucena ke kapitulaci. Následovalo další dlouhé období ruského postupu, kdy byly osvobozovány země východní a jihovýchodní Evropy od nacistické okupace. V Africe byly za přispění Američanů německé jednotky zahnány zpět do Tunisu, kde též kapitulovaly. Následně začalo spojenecké vylodění na Sicílii a posléze se otevřela italská fronta. Spojenecký postup zde však byl velmi pomalý, předpokládalo se tedy, že Spojenci budou muset otevřít další frontu na západě.

### Pád Německa a japonská kapitulace

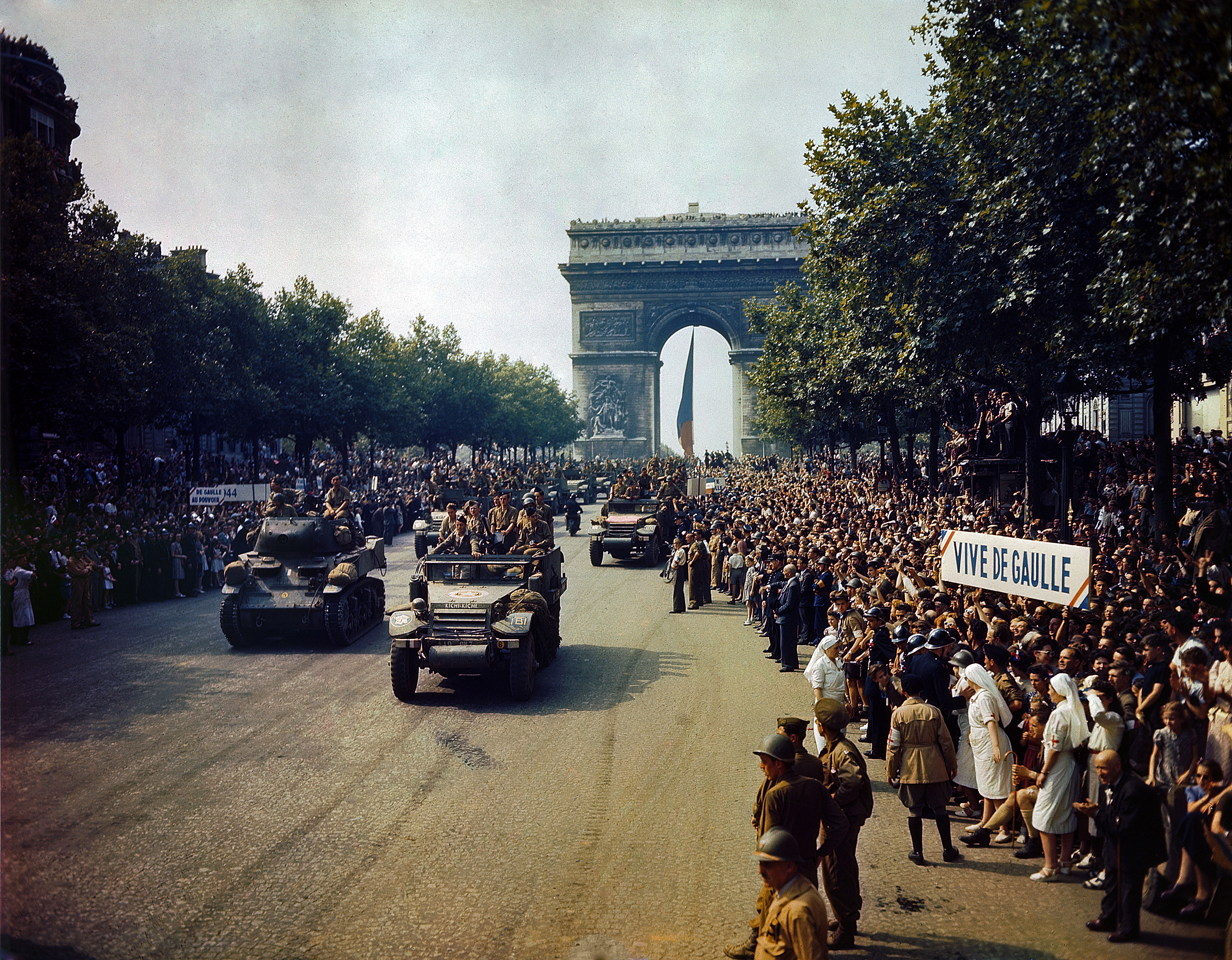
Osvobození Paříže spojeneckými vojsky roku 1944

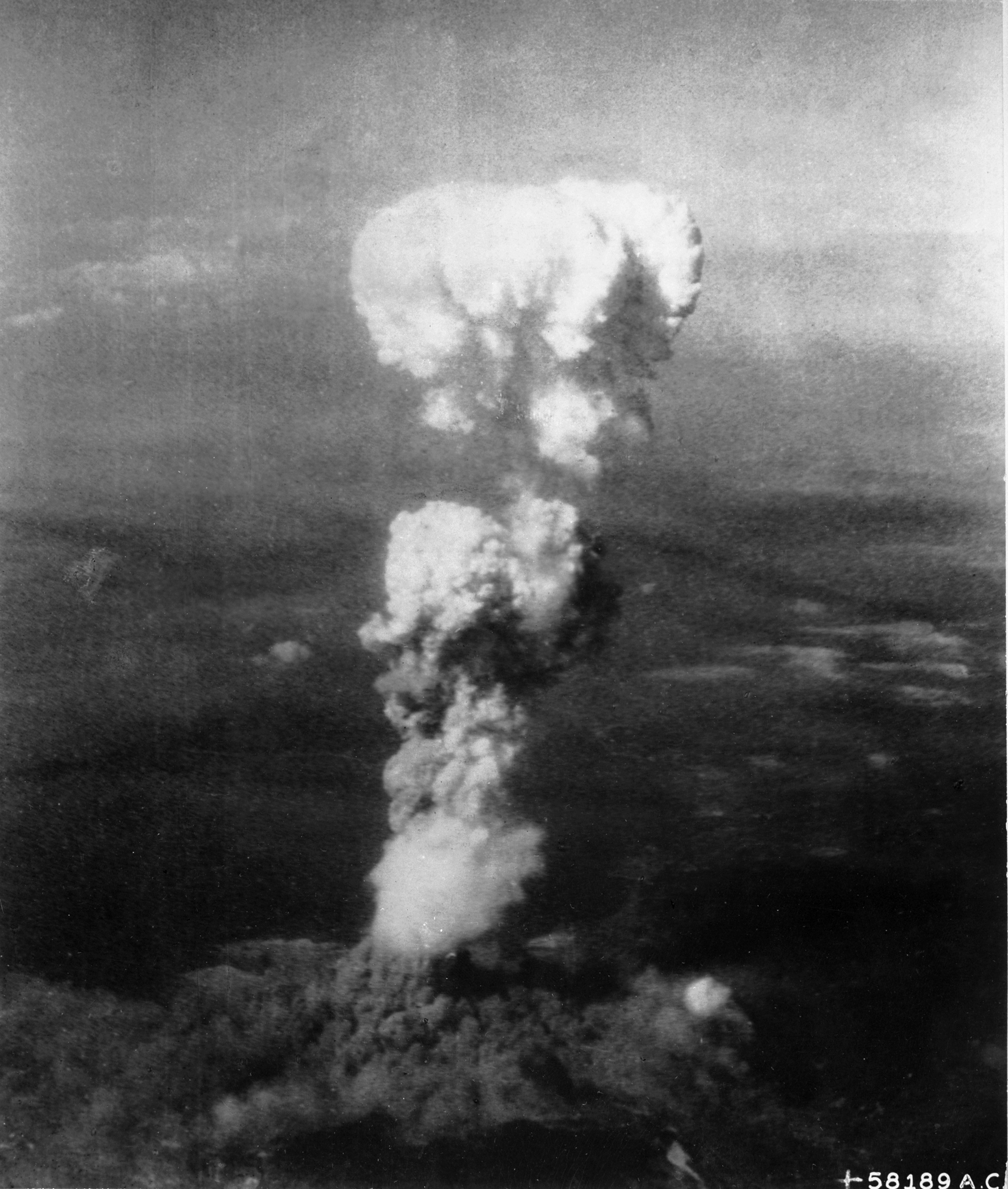
Atomový hřib nad Hirošimou, srpen 1945

Roku 1944 se tak vylodily velké spojenecké síly v Normandii a začaly postup francouzským vnitrozemím. Zároveň ztrátou Rumunska v létě 1944 přišlo Německo o poslední zdroj ropy, čímž byla bojeschopnost německé armády významně narušena. V Tichém oceánu pak americké jednotky postupovaly ostrov za ostrovem a i přes zuřivý odpor Japonců dosáhly značných vítězství. Ke konci roku již nacistické síly začaly kolabovat a přes některé úspěchy (potlačení povstání v Polsku a na Slovensku, zmaření operace Market Garden) stále více zaostávaly bojovou silou za spojenci. V březnu 1945 americká vojska překročila Rýn a postupně se začala probojovávat k hlavnímu městu Třetí říše – Berlínu. Ten již ale v dubnu 1945 začala obléhat Rudá armáda. Adolf Hitler v té době pomalu ztrácel pojem o realitě a když již byl konec nevyhnutelný, spáchal 30. dubna 1945 v podzemním bunkru pod Berlínem sebevraždu. Záhy poté podepsali zástupci německého velení bezpodmínečnou kapitulaci a Německo bylo rozděleno na okupační zóny mezi Anglii, Francii,Spojené státy a Sovětský svaz. V pacifické oblasti však byl postup těžší, vzhledem k vysoké morálce Japonců, která se s tím, jak Američané postupovali stále blíž a blíž k samotnému Japonsku, dále umocňovala. Po obsazení ostrovů poblíž Japonska mohli Spojenci začít bombardovat japonská města, to však odhodlání Japonců nesnížilo. Aby předešel ztrátám, rozhodl se tehdejší americký prezident Truman použít proti Japoncům atomovou bombu. Po svržení bomb na Hirošimu a Nagasaki podepsali Japonci bezpodmínečnou kapitulaci. Druhá světová válka tak tímto aktem definitivně skončila.[zdroj?]

## Studená válka

Svět roku 1959
členové NATO
jiné země mající určité spojenecké dohody se Spojenými státy
země Varšavského paktu
další spojenci Sovětského svazu
Kolonie
Neutrální státy

### Růst moci Sovětského svazu
V posledních fázích války se vztahy mezi Sovětským svazem a ostatními Spojenci (tedy hlavně Spojenými státy a Velkou Británií) začaly vztahy prudce zhoršovat. Rusové neakceptovali dřívější dohody a na území, které měli pod svou kontrolou, se začaly ustanovovat prosovětské komunistické vlády. Některé tyto státy pak odmítly program americké pomoci zemím postiženým válkou a začaly se postupně připoutávat k Sovětskému svazu. Přestože se vliv komunistů v zemích okupovaných Američany podařilo zastavit, v zemích střední, východní a jihovýchodní Evropy se vytvořily do konce čtyřicátých let komunistické vlády se silným napojením na Sovětský svaz. V těchto zemích došlo ke zrušení politické opozice, byla znárodněna většina průmyslu a porušována lidská práva (pracovní tábory, vykonstruované procesy, popravy, cenzura apod.). Ekonomiky těchto zemí se také záhy přeorientovaly na plánované hospodářství a na požadavky Sovětského svazu. Na hranicích mezi okupačními zónami Sovětů a ostatních spojenců byla spuštěna tzv. Železná opona (tedy soustava překážek a opevnění sloužící k sledování a případnému zamezení překračování hranic do amerického, resp. francouzského nebo britského sektoru). Američané se snažili proti rozšiřování vlivu Sovětského svazu čelit tak, že hospodářsky pomáhali západoevropským státům. Díky těmto dotacím se ekonomika většiny zemí v americkém sektoru vcelku rychle obnovila[zdroj?] a západní Evropa se postupně dostávala z poválečné krize.

### Rozdělení Evropy

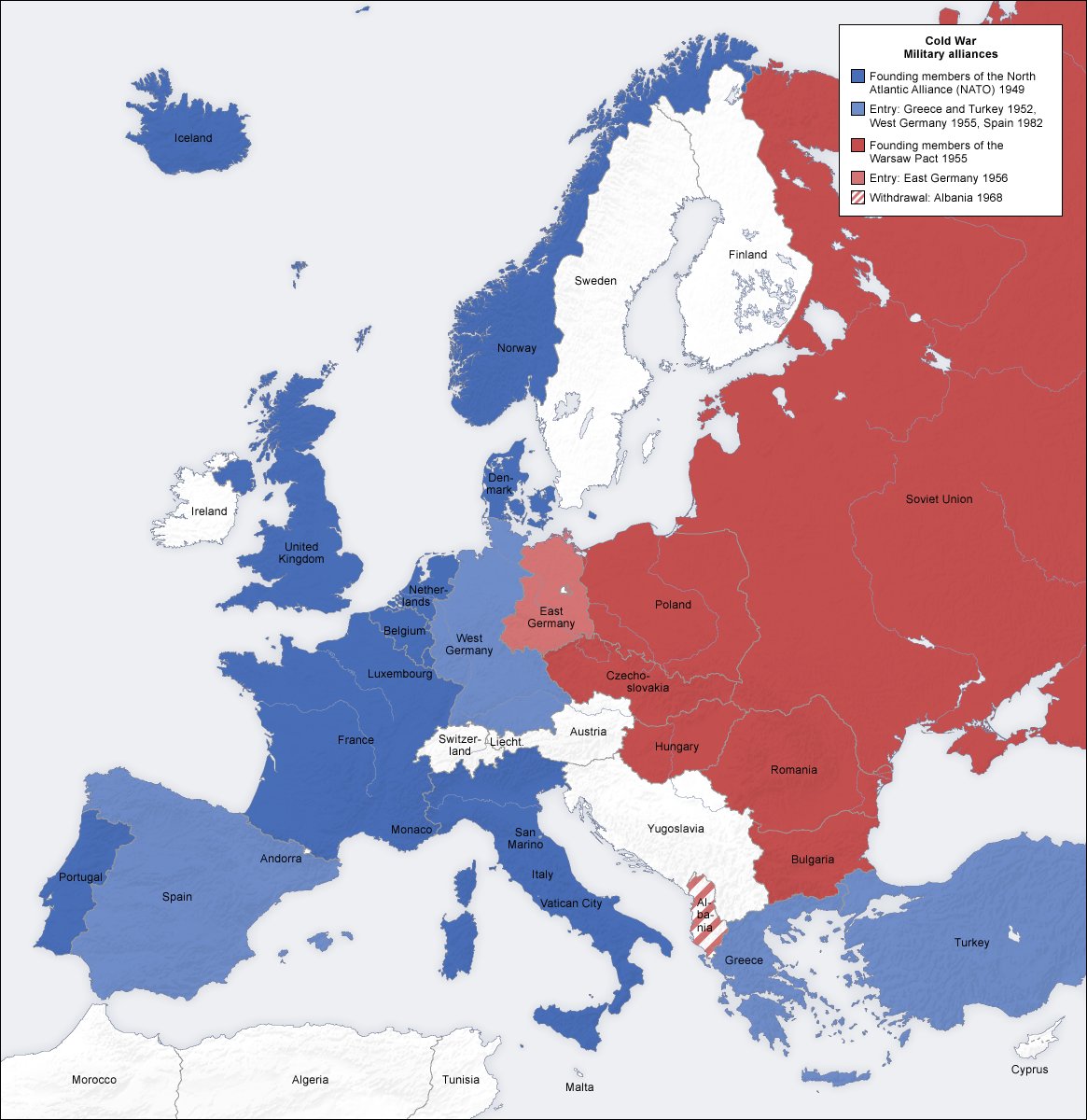
Evropské vojenské pakty během studené války

Na obranu proti možnému Sovětskému útoku Američané vytvořili Severoatlantickou alianci, která sdružovala některé západní evropské demokracie a měla sloužit jako obranný svaz proti případné sovětské agresi. Zároveň se Američané snažili znovuvytvořit německý stát, který by se mohl do tohoto paktu zapojit. Roku 1955 tak byla vytvořena z americké, britské a francouzské okupační zóny samostatná Spolková republika Německo. Sovětský svaz záhy nato vytvořil na německém území pod svou kontrolou Demokratickou republiku Německo, kde se ustanovil stejný režim jako v ostatních prosovětských evropských státech. Zároveň byl ustanoven Varšavský pakt nebo též Varšavská smlouva. Přestože měla oficiálně podobnou funkci jako NATO (tedy společnou ochranu před zahraniční agresi), ve skutečnosti byla využívána Sovětským svazem ke koordinaci vojenských sil sovětských satelitních evropských států. Již několik let po válce se tedy Evropa v zásadě rozdělila na dvě části – západní a východní, přičemž některé státy (např. Rakousko nebo Švýcarsko zůstaly neutrální). Mezi oběma těmito sektory se vytvořila rivalita, posilovaná zejména Stalinovou politikou zbrojení a expanze komunistické ideologie do všech částí světa.

### Třetí svět a ozbrojené konflikty

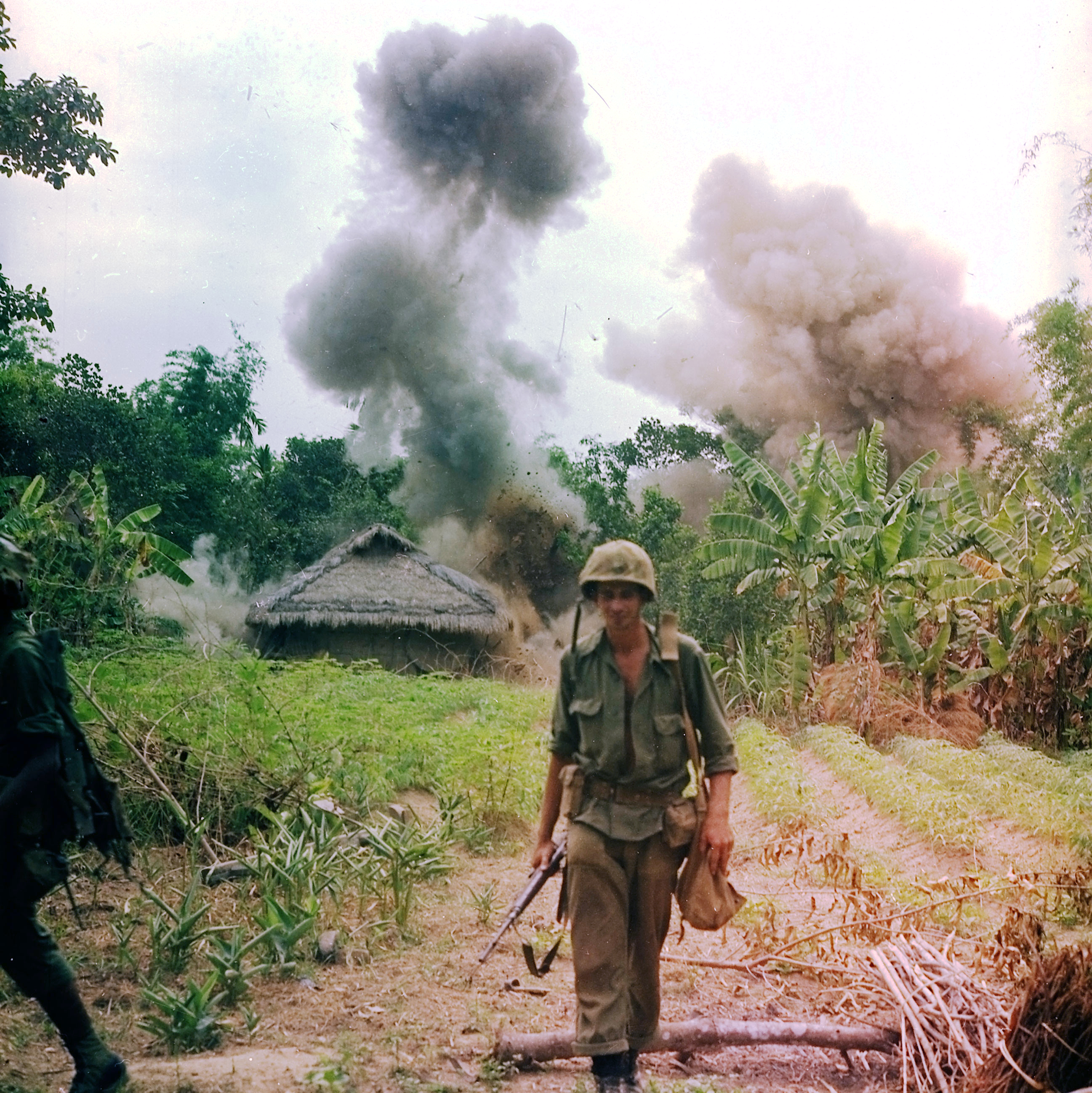
Americký voják ve Vietnamu během operace Georgia, 1966

Druhá světová válka silně otřásla pozicemi většiny zbývajících koloniálních mocností. Tyto státy již dále neměly vůli udržet rozsáhlá území pod svou správou, což vedlo k postupnému procesu dekolonizace, tedy vytvoření národních států, a to zejména v oblastech Asie a Afriky. Příkladem těchto států byla Indie, Indonésie či Egypt. Tyto pak spolu s desítkami dalších (např. Jugoslávií nebo Ghanou) postupně vytvářejí od roku 1955 Hnutí nezúčastněných zemí, které sdružuje státy nezapojené do tehdejšího celosvětového konfliktu. Přesto však byly některé členské státy hnutí v určité době ve větší či menší míře ovlivňovány některou ze supervelmocí (tedy USA nebo Sovětským svazem). Během studené války probíhalo několik konfliktů, ale poté, co se Sovětskému svazu podařilo podobně jako Američanům během druhé světové války vyvinout atomovou bombu se tyto konflikty omezily na boje většinou mezi zástupnými zeměmi a s výjimkou hrozby střetnutí během Kubánské raketové krize obě velmoci nebyly mezi sebou ve válečném stavu. Pouze jedna nebo druhá strana bojovala proti některému ze zástupných států, avšak nikdy ne proti druhé supervelmoci, protože vojenská kapacita USA i Sovětského svazu by znamenala vzájemné úplné zničení obou soupeřů. Největšími[zdroj?] ozbrojenými konflikty studené války byly Korejská válka (1950–1953, Američanům a silám OSN se v této válce podařilo odvrátit útok Severní Koreje na Jižní Koreu a zachovat tak její suverenitu), Vietnamská válka(1959–1975, v této válce byli Američané bojující proti vojskům komunistické části Vietnamu nakonec poraženi a proamerickou část Vietnamu dobyla vojska levicově orientovaného Severního Vietnamu) a sovětská intervence v Afghánistánu(ve které byla ruská armáda poražena tzv. mudžáhidy, afghánskými bojovníky za svobodu podporovanými Spojenými státy).

### Vyčerpání východního bloku

Svět roku 1980

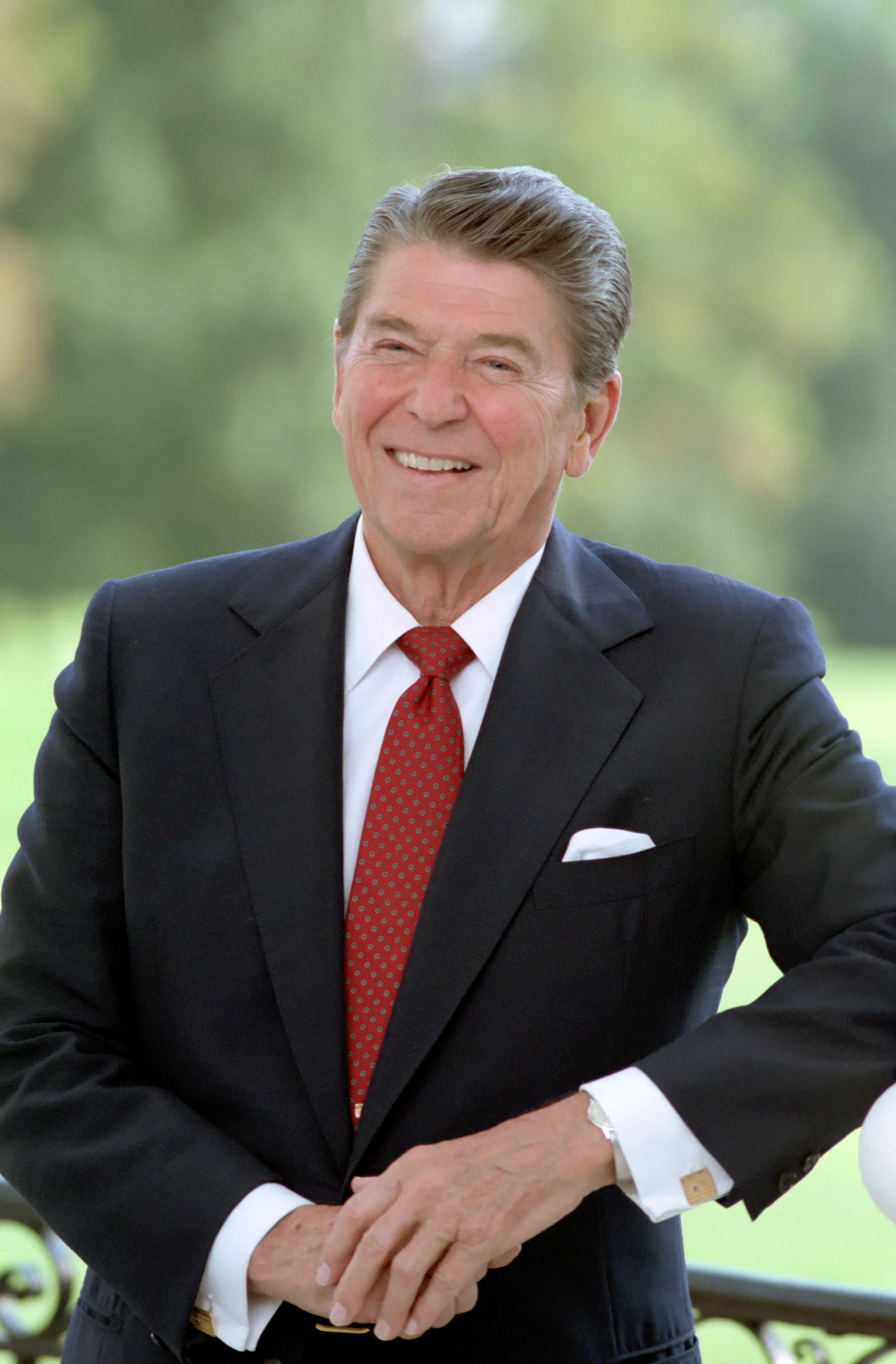
Ronald Reagan roku 1984

Po celou dobu studené války se jazýček vah vychyloval ve prospěch jedné nebo druhé strany, avšak oba mocenské bloky se dlouho zdály být vyrovnané. I vztahy mezi nimi se často měnily (např. zlepšení vztahů po Stalinově smrti a nástupu Nikity Chruščova roku 1953 nebo Kubánská krize roku 1962, při které hrozilo i otevřené vypuknutí války). Postupem času ale neefektivní a nereformovaný komunistický systém začal za kapitalistickým světem značně zaostávat. Aby Sovětská vláda v 70. a hlavně na začátku 80. let mohla držet se Spojenými státy krok alespoň v oblasti vojenské techniky, musela ke konci éry vlády Leonida Brežněva vydávat na zbrojení téměř polovinu státního rozpočtu. Po nástupu prezidenta Ronalda Reagana roku 1981 do funkce byl Sovětský svaz označen za říši zla. Následovaly intenzivní závody ve zbrojení (jež se předtím částečně zmírnily v letech po Stalinově smrti), které sovětská ekonomika nebyla schopna udržet. Ekonomická situace byla natolik vážná že se poslední vůdce sovětského svazu Michail Gorbačov rozhodl pro rozsáhlé politické změny(Perestrojka a Glasnosť), které ve svém důsledku otřásly sovětským vnitropolitickým i mocensko-vojenským systémem a vedly k postupnému rozpadu východního bloku a nastolení demokracie západního typu a kapitalistické ekonomiky ve většině evropských států. Ze studené války tedy vyšly vítězně Spojené státy americké, které si udržely dominantní postavení a staly se tak v té době jedinou světovou supervelmocí.

## Konec 20. století

### Kolaps Východního bloku a rozpad Jugoslávie

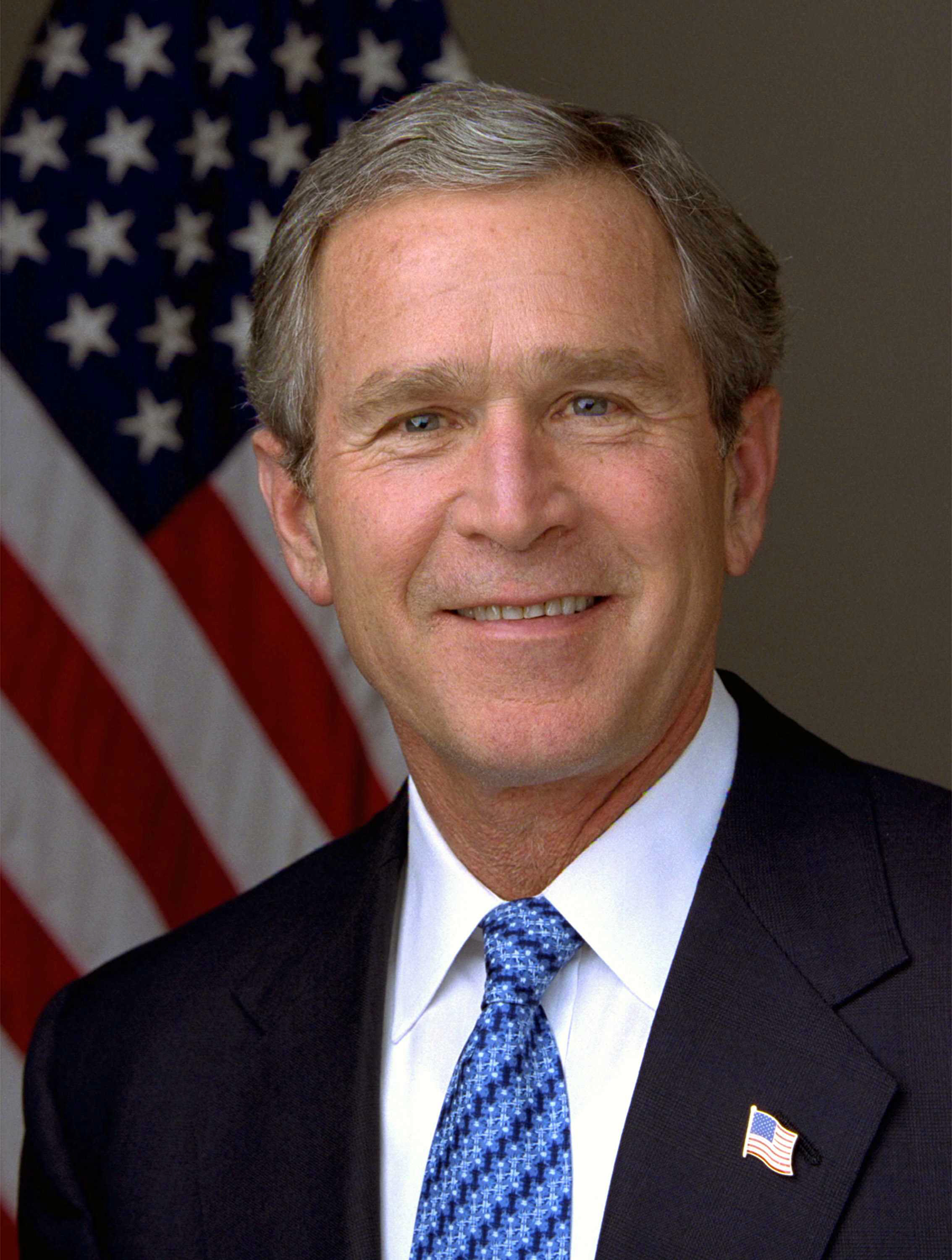
George W. Bush, bývalý prezident Spojených států amerických

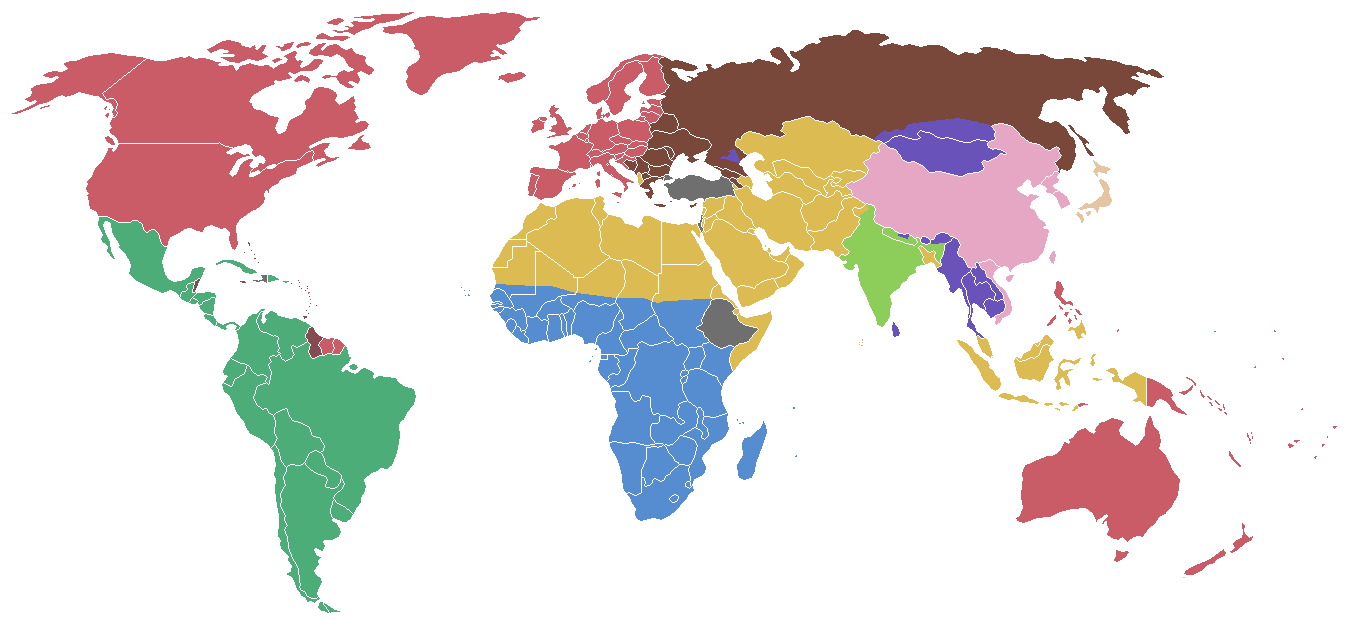
Civilizační okruhy:
Západní svět
Pravoslavný okruh
Latinská Amerika
Muslimský svět
Indická civilizace
Čínská civilizace
Subsaharská Afrika
Oblasti Buddhismu
Japonsko
Bývalé britské kolonie v Karibiku
Země s autentickou kulturou nebo s kulturou pozměněnou od té, ze které původně vychází (Etiopie,Izrael,Turecko)

Během let 1989 až 1991 se postupně zhroutil východní blok komunistických zemí, Sovětský svaz se rozpadl na řadu větších či menších národních států a Spojené státy potvrdily své velmocenské postavení. V Evropě dále pokračovala integrace států do společného hospodářského a celního spolku a roku 1992 byla vyhlášena Evropská unie (která přímo navazuje na evropské integrační snahy začínající v 50. letech 20. století). V bývalých zemích komunistického bloku se vytvářely nové demokratické vlády, systém plánované ekonomiky se postupně začal transformovat v tržní ekonomiku. Zároveň se v některých postkomunistických zemích začaly rozšiřovat určité prvky nacionalismu, což vedlo k rozdělení některých států na menší celky pokud možno s etnicky-homogenním obyvatelstvem. V některých zemích tento proces probíhal „mírumilovně“ (Československo, některé země bývalého Sovětského svazu), v jiných byl doprovázen ozbrojenými srážkami. Takováto situace nastala v Jugoslávii, kde selhal princip jednotného jihoslovanského národa. Jednotlivé republiky Jugoslávské federace se začaly odtrhávat, což Srbové (jako primární státotvorný národ) nehodlali připustit. Záhy vypukla v Jugoslávii občanská válka. Protože ve většině nově vzniklých zemí byly značné národnostní menšiny (např. Srbové v Bosně a Hercegovině či ve Slavonii), docházelo též k pokusům o vyčištění těchto území pomocí etnických čistek. Válečných zločinů se však nedopouštěli jenom Srbové, ale i Chorvati či Bosňáci. Přes zásah OSN se nepodařilo konflikt zažehnat a až po několika letech válek a vyvražďování obyvatel podepsaly válčící strany roku 1995 mír, přičemž Jugoslávie uznala suverenitu Slovinska, Chorvatska a Bosny a Hercegoviny. Boje však pokračovaly dál (např. mezi Srby a Albánci v Kosovu) a občanská válka v Jugoslávii skončila definitivním rozpadem tohoto státu v letech 2001–2002 a jeho přeměnou v srbsko-černohorské soustátí. Rozpad Jugoslávie tak naznačil další možný politický vývoj v mnoha částech světa. Zatímco ve značné části vojenských střetů během studené války dominovala rozdílnost ideologického přesvědčení, nyní se stále citelněji a ve větší míře prosazovala odlišnost kultur a střety mezi nimi.

### Teorie o vývoji mocenské situace

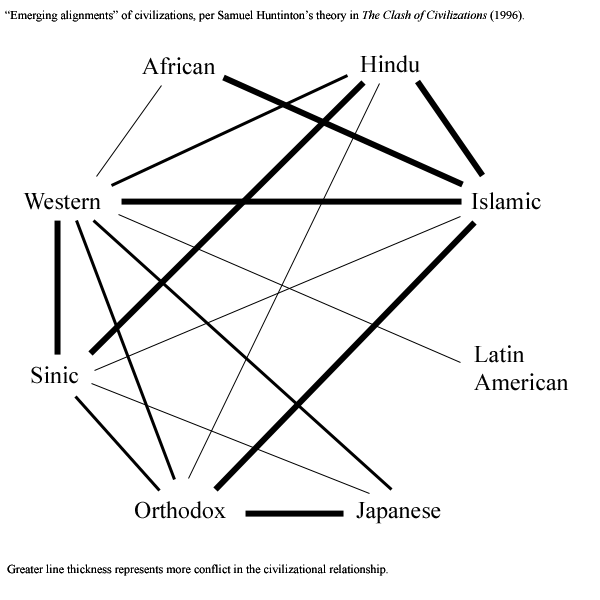
Model vzájemných vztahů mezi civilizacemi podle Samuela P. Huntingtona. Tučnější čáry symbolizují konfliktnější vztahy.

Na základě politického vývoje v jiných částech světa se vytvořily v podobné době dvě teorie zabývající se budoucím vývojem celosvětové politické, ekonomické a demografické situace. První teorie vypracovaná Samuelem Huntingtonem v jeho knize Střet civilizací[zdroj?] popisuje postupný nárůst významnosti kulturní identity jako nejdůležitějšího pojítka mezi státy v budoucích letech. V jednotlivých světových kulturách se postupně ustanoví jeden hegemon, jeden nejdůležitější vedoucí stát, který bude hrát roli arbitra mezi ostatními státy určité kultury a zároveň sloužit jako záštita proti možnému útoku zvenčí (např. Spojené státy americké v západním světě, Rusko v pravoslavném okruhu apod.). Určité kultury budou mít k sobě blíž a bude tedy pravděpodobnější, že dojde mezi nimi k určitému konsensu a spolupráci (např. mezi západním světem a Latinskou Amerikou, popřípadě již zmiňovaným pravoslavným okruhem). Naproti tomu Francis Fukuyama ve své knize Konec dějin a poslední člověk[zdroj?] vytváří představu ustrnutí současného stavu světa (ne však ve smyslu vědeckého nebo ekonomického vývoje), s tím, že postupem času dojde k převzetí západních hodnot (jako je demokracie či volný trh) ostatními státy světa a ukotvením Spojených států na pozici dominantní světové mocnosti. Svou teorii neopustil ani po útoku na věže Světového obchodního centra (kniha Konec dějin a poslední člověk byla vydána až po této události).

## 21. století – současné dějiny

### Válka proti terorismu

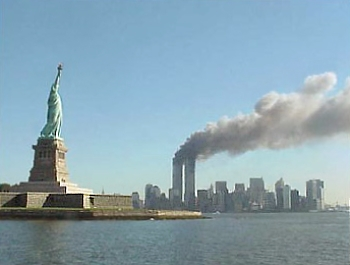
Útok na budovy WTC v New Yorku z 11. září, spáchaný teroristickou organizací Al-Káida s pomocí unesených letadel.

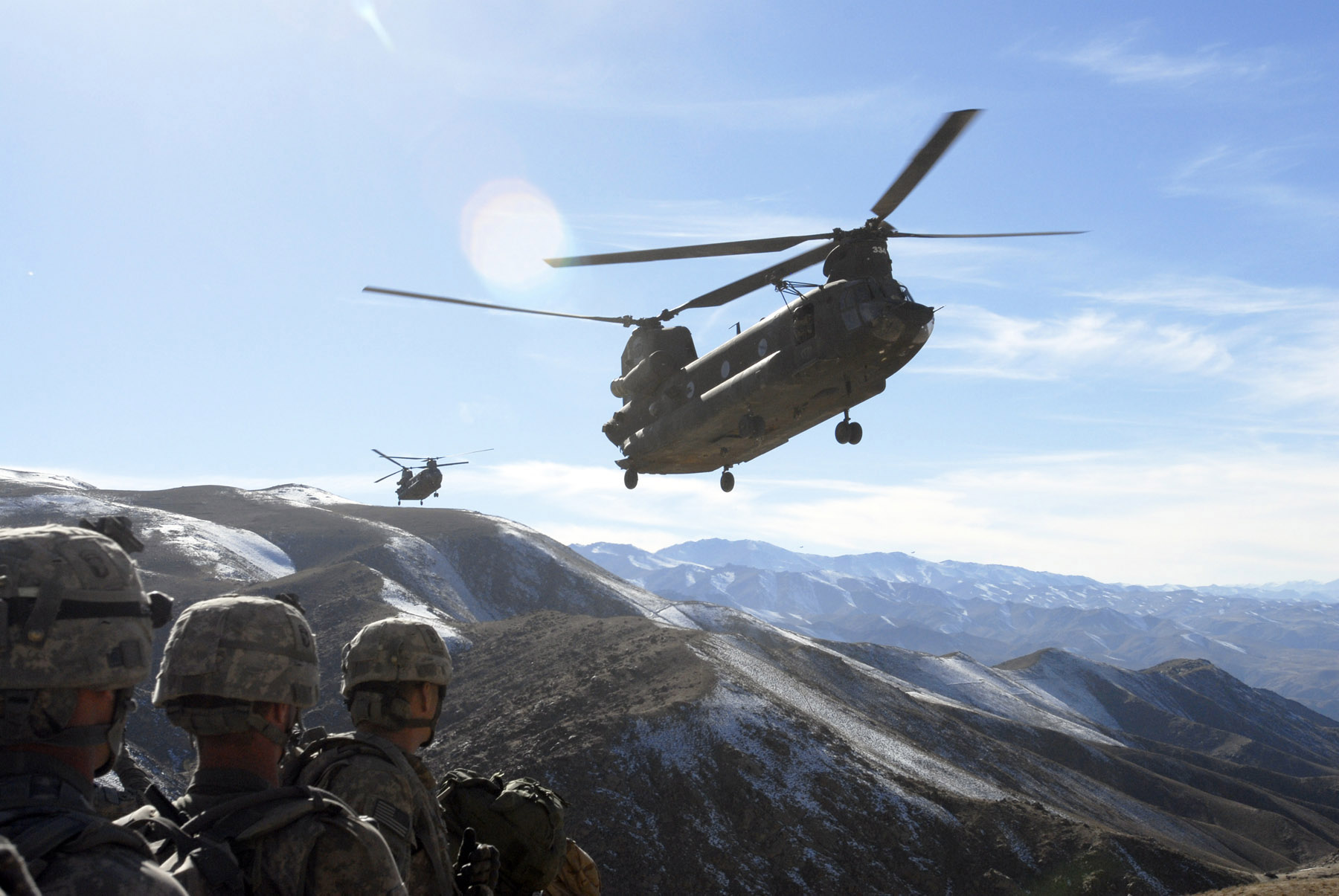
Američtí vojáci v Afghánistánu, 2008

Po skončení studené války roku 1991 se Spojené státy americké staly jedinou existující světovou supervelmocí. Postupem času se proti nim obrátily jejich dřívější spojenci proti Sovětskému svazu, afghánští mudžáhidé spolu s některými dalšími islamistickými vojenskými organizacemi (např. Al-Káida). Tito lidé viděli nebezpečí v rozšiřování západní kultury, údajně ohrožující jejich původní kulturní hodnoty. 11. září roku 2001 unesla islámská teroristická organizace Al-Káida pod vedením Usámy bin Ládina čtyři americká dopravní letadla a s dvěma z nich narazili příslušníci Al-Káidy do obou věží Světového obchodního centra. Další letadlo pak narazilo do Pentagonu, amerického ministerstva obrany a čtvrté dopadlo do polí v Pensylvánii při vzpouře pasažérů a pokusu o znovuzískání kontroly nad letadlem. Zhruba hodinu po útoku obě věže Světového obchodního centra spadly, přičemž během celého dne zemřelo vinou teroristických akcí zhruba 3000 lidí. Během následujících měsíců vyhlásil prezident Spojených států George W. Bush válku proti terorismu a jako první odvetný útok byly vyslány jednotky USA a dalších států do Afghánistánu (říjen 2001, operace Trvalá svoboda), kde svrhly tamější vládu Tálibánu, která byla částečně zodpovědná za útok z 11. září. Podobně USA zasáhly i proti Iráku, kde svrhly režim Saddáma Husajna. Přes počáteční úspěchy se proti americkým vojskům i proti jejich spojencům zvedl ozbrojený odpor, který pokračuje dodnes.

### Vzestup nových velmocí
Přestože jsou USA jedinou světovou supervelmocí, jejich postavení již není tak jisté jako na konci studené války. V průběhu hospodářské krize mezi roky 2007 a 2012, kdy klesaly ekonomiky USA, EU i Ruské federace, naopak rostla hospodářská síla Číny, která se stala ekonomickou velmocí, ovšem na úkor špatných životních podmínek obyvatel (dětská práce, dlouhá pracovní doba, znečištění životního prostředí, atd.). Ekonomická síla Číny se promítá i do jejích agresivních kroků, například nárokování teritorií v Jihočínském moři.
Ruská federace se během 90. let 20. století zmítala v chaosu, způsobeným jednak slabým vedením v čele s Borisem Jelcinem, jednak vlivem rozličných podnikatelů, oligarchů a mafií, jejichž aktivity nebyla vláda schopna (a nebo nechtěla) regulovat. Situace se poté zlepšila s příchodem prezidenta Putina, který je však obviňován z nedemokratických postupů vůči opozici. Také zahájil daleko agresivnější zahraniční politiku, zejména vůči sousedním státům – spory ohledně amerického protiraketového systému ve střední Evropě, silný prosrbský postoj ohledně otázky nezávislosti Kosova, válce v Jižní Osetii a další.
Roku 2014 vojska Ruské federace napadla ukrajinský poloostrov Krym, na němž potom proběhlo pomezinárodně neuznané referendum o připojení k Ruské federaci. Dále má podporovat proruské povstalce na východě země zbraněmi a instruktory. Tyto kroky zhoršily vztahy Západu a Ruska, vedly k oboustrannému udělení sankcí.
Na základě teorie Střetu civilizací se tak obě země stávají ústředními státy čínského, respektive pravoslavného okruhu. V rámci hinduistické civilizace má dominantní postavení Indie, v případě Latinské Ameriky a Afriky je však takových adeptů na velmocenskou pozici víc.